# Nesmrtelná partie

„Nesmrtelná partie“, Anderssen-Kieseritzky, 1851

Nesmrtelná partie je označení pro šachovou partii Anderssen–Kieseritzky, sehranou 21. června 1851 v Londýně. Přezdívku si vysloužila, neboť obsahuje takovou ukázku krásy a mistrovství, že je považována za nezapomenutelný klenot šachové historie. Průběh partie je romantický, bílý obětoval skoro všechen materiál, než dal soupeři mat.

## Obecný popis partie
Adolf Anderssen byl jedním z nejlepších hráčů své doby a představitel romantického stylu. Po vítězství v londýnském turnaji roku 1851 jej mnoho lidí označovalo jako mistra světa. Lionel Kieseritzky žil většinu svého života ve Francii, kde dával hodiny šachu a hrál v pařížském Café de la Régence za pět franků na hodinu. Kieseritzky byl známý svou schopností porazit slabší hráče, přestože jim poskytl handicap – například hrál bez dámy.
Nesmrtelná partie, kterou tito významní šachisté sehráli v londýnské restauraci Simpson's Grand Divan Tavern, byla neformální partií odehranou o přestávce šachového turnaje. Na Kieseritzkyho hra jeho protihráče velmi zapůsobila, a po skončení partie odeslal tahy Pařížskému šachovému klubu. Francouzský šachový časopis La Regence partii otiskl v červenci 1851. Přezdívku „Nesmrtelná partie“ jako první použil roku 1855 Rakušan Ernst Falkbeer.
Nesmrtelná partie byla od té doby často připomínána. Francesco Ansidei na ni v roce 1865 sepsal oslavnou báseň. V italském městě Marostica ji od 2. září 1923 každoročně přehrávají živí hráči převlečení za šachové figury. Pozice po 20. tahu je zobrazena na surinamské poštovní známce z roku 1984. Závěrečná část partie inspirovala šachovou partii ve vědeckofantastickém filmu Blade Runner z roku 1982. Je také základem detektivního románu stejného jména od Marka Cogginse.
Tato hra je oceňována jako skvělá ukázka romantického šachového stylu, jak se hrál v 19. století, kdy byl za účinný prostředek k vítězství považován rychlý vývin a útok, provázený mnoha gambity a protigambity (jejichž nepřijetí by bylo považováno za poněkud negentlemanské), a kdy se na získávání materiální převahy shlíželo s opovržením. Tyto partie, se svými rychlými útoky a protiútoky, dokáží zaujmout, i když některé z tahů nejsou podle dnešních měřítek považovány za nejlepší.
Anderssen v partii zvítězil, přestože obětoval v 11. tahu střelce, v 18. tahu obě věže a ve 22. tahu dámu. Obětováním obou věží ukázal, že dvě aktivní figury mají cenu tuctu figur spících za obranou.

### Anotace tahů
Bílý: Adolf Anderssen
Černý: Lionel Kieseritzky
Zahájení: královský gambit C33
1. e4 e5 2. f4
Královský gambit: Anderssen nabízí svého pěšce výměnou za rychlejší vývin. Ačkoliv v 19. století bylo tohle zahájení běžné, dnes se objevuje méně, protože černý je často schopen získat dobrou protihru.
2. … exf4
Kieseritzky královský gambit přijímá.
3. Sc4 Dh4+
Černého tah přinutí bílého pohnout králem a bílý nebude schopen provést rošádu. Tento tah však také vystavuje nebezpečí černou dámu, takže černý bude ztrácet čas její ochranou.
|   | a | b | c | d | e | f | g | h |   |
| 8 | a8 černý věž · b8 černý jezdec · c8 černý střelec · e8 černý král · f8 černý střelec · g8 černý jezdec · h8 černý věž · a7 černý pěšec · c7 černý pěšec · d7 černý pěšec · f7 černý pěšec · g7 černý pěšec · h7 černý pěšec · b5 černý pěšec · c4 bílý střelec · e4 bílý pěšec · f4 černý pěšec · h4 černý dáma · a2 bílý pěšec · b2 bílý pěšec · c2 bílý pěšec · d2 bílý pěšec · g2 bílý pěšec · h2 bílý pěšec · a1 bílý věž · b1 bílý jezdec · c1 bílý střelec · d1 bílý dáma · f1 bílý král · g1 bílý jezdec · h1 bílý věž | a8 černý věž · b8 černý jezdec · c8 černý střelec · e8 černý král · f8 černý střelec · g8 černý jezdec · h8 černý věž · a7 černý pěšec · c7 černý pěšec · d7 černý pěšec · f7 černý pěšec · g7 černý pěšec · h7 černý pěšec · b5 černý pěšec · c4 bílý střelec · e4 bílý pěšec · f4 černý pěšec · h4 černý dáma · a2 bílý pěšec · b2 bílý pěšec · c2 bílý pěšec · d2 bílý pěšec · g2 bílý pěšec · h2 bílý pěšec · a1 bílý věž · b1 bílý jezdec · c1 bílý střelec · d1 bílý dáma · f1 bílý král · g1 bílý jezdec · h1 bílý věž | a8 černý věž · b8 černý jezdec · c8 černý střelec · e8 černý král · f8 černý střelec · g8 černý jezdec · h8 černý věž · a7 černý pěšec · c7 černý pěšec · d7 černý pěšec · f7 černý pěšec · g7 černý pěšec · h7 černý pěšec · b5 černý pěšec · c4 bílý střelec · e4 bílý pěšec · f4 černý pěšec · h4 černý dáma · a2 bílý pěšec · b2 bílý pěšec · c2 bílý pěšec · d2 bílý pěšec · g2 bílý pěšec · h2 bílý pěšec · a1 bílý věž · b1 bílý jezdec · c1 bílý střelec · d1 bílý dáma · f1 bílý král · g1 bílý jezdec · h1 bílý věž | a8 černý věž · b8 černý jezdec · c8 černý střelec · e8 černý král · f8 černý střelec · g8 černý jezdec · h8 černý věž · a7 černý pěšec · c7 černý pěšec · d7 černý pěšec · f7 černý pěšec · g7 černý pěšec · h7 černý pěšec · b5 černý pěšec · c4 bílý střelec · e4 bílý pěšec · f4 černý pěšec · h4 černý dáma · a2 bílý pěšec · b2 bílý pěšec · c2 bílý pěšec · d2 bílý pěšec · g2 bílý pěšec · h2 bílý pěšec · a1 bílý věž · b1 bílý jezdec · c1 bílý střelec · d1 bílý dáma · f1 bílý král · g1 bílý jezdec · h1 bílý věž | a8 černý věž · b8 černý jezdec · c8 černý střelec · e8 černý král · f8 černý střelec · g8 černý jezdec · h8 černý věž · a7 černý pěšec · c7 černý pěšec · d7 černý pěšec · f7 černý pěšec · g7 černý pěšec · h7 černý pěšec · b5 černý pěšec · c4 bílý střelec · e4 bílý pěšec · f4 černý pěšec · h4 černý dáma · a2 bílý pěšec · b2 bílý pěšec · c2 bílý pěšec · d2 bílý pěšec · g2 bílý pěšec · h2 bílý pěšec · a1 bílý věž · b1 bílý jezdec · c1 bílý střelec · d1 bílý dáma · f1 bílý král · g1 bílý jezdec · h1 bílý věž | a8 černý věž · b8 černý jezdec · c8 černý střelec · e8 černý král · f8 černý střelec · g8 černý jezdec · h8 černý věž · a7 černý pěšec · c7 černý pěšec · d7 černý pěšec · f7 černý pěšec · g7 černý pěšec · h7 černý pěšec · b5 černý pěšec · c4 bílý střelec · e4 bílý pěšec · f4 černý pěšec · h4 černý dáma · a2 bílý pěšec · b2 bílý pěšec · c2 bílý pěšec · d2 bílý pěšec · g2 bílý pěšec · h2 bílý pěšec · a1 bílý věž · b1 bílý jezdec · c1 bílý střelec · d1 bílý dáma · f1 bílý král · g1 bílý jezdec · h1 bílý věž | a8 černý věž · b8 černý jezdec · c8 černý střelec · e8 černý král · f8 černý střelec · g8 černý jezdec · h8 černý věž · a7 černý pěšec · c7 černý pěšec · d7 černý pěšec · f7 černý pěšec · g7 černý pěšec · h7 černý pěšec · b5 černý pěšec · c4 bílý střelec · e4 bílý pěšec · f4 černý pěšec · h4 černý dáma · a2 bílý pěšec · b2 bílý pěšec · c2 bílý pěšec · d2 bílý pěšec · g2 bílý pěšec · h2 bílý pěšec · a1 bílý věž · b1 bílý jezdec · c1 bílý střelec · d1 bílý dáma · f1 bílý král · g1 bílý jezdec · h1 bílý věž | a8 černý věž · b8 černý jezdec · c8 černý střelec · e8 černý král · f8 černý střelec · g8 černý jezdec · h8 černý věž · a7 černý pěšec · c7 černý pěšec · d7 černý pěšec · f7 černý pěšec · g7 černý pěšec · h7 černý pěšec · b5 černý pěšec · c4 bílý střelec · e4 bílý pěšec · f4 černý pěšec · h4 černý dáma · a2 bílý pěšec · b2 bílý pěšec · c2 bílý pěšec · d2 bílý pěšec · g2 bílý pěšec · h2 bílý pěšec · a1 bílý věž · b1 bílý jezdec · c1 bílý střelec · d1 bílý dáma · f1 bílý král · g1 bílý jezdec · h1 bílý věž | 8 |
| 7 | a8 černý věž · b8 černý jezdec · c8 černý střelec · e8 černý král · f8 černý střelec · g8 černý jezdec · h8 černý věž · a7 černý pěšec · c7 černý pěšec · d7 černý pěšec · f7 černý pěšec · g7 černý pěšec · h7 černý pěšec · b5 černý pěšec · c4 bílý střelec · e4 bílý pěšec · f4 černý pěšec · h4 černý dáma · a2 bílý pěšec · b2 bílý pěšec · c2 bílý pěšec · d2 bílý pěšec · g2 bílý pěšec · h2 bílý pěšec · a1 bílý věž · b1 bílý jezdec · c1 bílý střelec · d1 bílý dáma · f1 bílý král · g1 bílý jezdec · h1 bílý věž | a8 černý věž · b8 černý jezdec · c8 černý střelec · e8 černý král · f8 černý střelec · g8 černý jezdec · h8 černý věž · a7 černý pěšec · c7 černý pěšec · d7 černý pěšec · f7 černý pěšec · g7 černý pěšec · h7 černý pěšec · b5 černý pěšec · c4 bílý střelec · e4 bílý pěšec · f4 černý pěšec · h4 černý dáma · a2 bílý pěšec · b2 bílý pěšec · c2 bílý pěšec · d2 bílý pěšec · g2 bílý pěšec · h2 bílý pěšec · a1 bílý věž · b1 bílý jezdec · c1 bílý střelec · d1 bílý dáma · f1 bílý král · g1 bílý jezdec · h1 bílý věž | a8 černý věž · b8 černý jezdec · c8 černý střelec · e8 černý král · f8 černý střelec · g8 černý jezdec · h8 černý věž · a7 černý pěšec · c7 černý pěšec · d7 černý pěšec · f7 černý pěšec · g7 černý pěšec · h7 černý pěšec · b5 černý pěšec · c4 bílý střelec · e4 bílý pěšec · f4 černý pěšec · h4 černý dáma · a2 bílý pěšec · b2 bílý pěšec · c2 bílý pěšec · d2 bílý pěšec · g2 bílý pěšec · h2 bílý pěšec · a1 bílý věž · b1 bílý jezdec · c1 bílý střelec · d1 bílý dáma · f1 bílý král · g1 bílý jezdec · h1 bílý věž | a8 černý věž · b8 černý jezdec · c8 černý střelec · e8 černý král · f8 černý střelec · g8 černý jezdec · h8 černý věž · a7 černý pěšec · c7 černý pěšec · d7 černý pěšec · f7 černý pěšec · g7 černý pěšec · h7 černý pěšec · b5 černý pěšec · c4 bílý střelec · e4 bílý pěšec · f4 černý pěšec · h4 černý dáma · a2 bílý pěšec · b2 bílý pěšec · c2 bílý pěšec · d2 bílý pěšec · g2 bílý pěšec · h2 bílý pěšec · a1 bílý věž · b1 bílý jezdec · c1 bílý střelec · d1 bílý dáma · f1 bílý král · g1 bílý jezdec · h1 bílý věž | a8 černý věž · b8 černý jezdec · c8 černý střelec · e8 černý král · f8 černý střelec · g8 černý jezdec · h8 černý věž · a7 černý pěšec · c7 černý pěšec · d7 černý pěšec · f7 černý pěšec · g7 černý pěšec · h7 černý pěšec · b5 černý pěšec · c4 bílý střelec · e4 bílý pěšec · f4 černý pěšec · h4 černý dáma · a2 bílý pěšec · b2 bílý pěšec · c2 bílý pěšec · d2 bílý pěšec · g2 bílý pěšec · h2 bílý pěšec · a1 bílý věž · b1 bílý jezdec · c1 bílý střelec · d1 bílý dáma · f1 bílý král · g1 bílý jezdec · h1 bílý věž | a8 černý věž · b8 černý jezdec · c8 černý střelec · e8 černý král · f8 černý střelec · g8 černý jezdec · h8 černý věž · a7 černý pěšec · c7 černý pěšec · d7 černý pěšec · f7 černý pěšec · g7 černý pěšec · h7 černý pěšec · b5 černý pěšec · c4 bílý střelec · e4 bílý pěšec · f4 černý pěšec · h4 černý dáma · a2 bílý pěšec · b2 bílý pěšec · c2 bílý pěšec · d2 bílý pěšec · g2 bílý pěšec · h2 bílý pěšec · a1 bílý věž · b1 bílý jezdec · c1 bílý střelec · d1 bílý dáma · f1 bílý král · g1 bílý jezdec · h1 bílý věž | a8 černý věž · b8 černý jezdec · c8 černý střelec · e8 černý král · f8 černý střelec · g8 černý jezdec · h8 černý věž · a7 černý pěšec · c7 černý pěšec · d7 černý pěšec · f7 černý pěšec · g7 černý pěšec · h7 černý pěšec · b5 černý pěšec · c4 bílý střelec · e4 bílý pěšec · f4 černý pěšec · h4 černý dáma · a2 bílý pěšec · b2 bílý pěšec · c2 bílý pěšec · d2 bílý pěšec · g2 bílý pěšec · h2 bílý pěšec · a1 bílý věž · b1 bílý jezdec · c1 bílý střelec · d1 bílý dáma · f1 bílý král · g1 bílý jezdec · h1 bílý věž | a8 černý věž · b8 černý jezdec · c8 černý střelec · e8 černý král · f8 černý střelec · g8 černý jezdec · h8 černý věž · a7 černý pěšec · c7 černý pěšec · d7 černý pěšec · f7 černý pěšec · g7 černý pěšec · h7 černý pěšec · b5 černý pěšec · c4 bílý střelec · e4 bílý pěšec · f4 černý pěšec · h4 černý dáma · a2 bílý pěšec · b2 bílý pěšec · c2 bílý pěšec · d2 bílý pěšec · g2 bílý pěšec · h2 bílý pěšec · a1 bílý věž · b1 bílý jezdec · c1 bílý střelec · d1 bílý dáma · f1 bílý král · g1 bílý jezdec · h1 bílý věž | 7 |
| 6 | a8 černý věž · b8 černý jezdec · c8 černý střelec · e8 černý král · f8 černý střelec · g8 černý jezdec · h8 černý věž · a7 černý pěšec · c7 černý pěšec · d7 černý pěšec · f7 černý pěšec · g7 černý pěšec · h7 černý pěšec · b5 černý pěšec · c4 bílý střelec · e4 bílý pěšec · f4 černý pěšec · h4 černý dáma · a2 bílý pěšec · b2 bílý pěšec · c2 bílý pěšec · d2 bílý pěšec · g2 bílý pěšec · h2 bílý pěšec · a1 bílý věž · b1 bílý jezdec · c1 bílý střelec · d1 bílý dáma · f1 bílý král · g1 bílý jezdec · h1 bílý věž | a8 černý věž · b8 černý jezdec · c8 černý střelec · e8 černý král · f8 černý střelec · g8 černý jezdec · h8 černý věž · a7 černý pěšec · c7 černý pěšec · d7 černý pěšec · f7 černý pěšec · g7 černý pěšec · h7 černý pěšec · b5 černý pěšec · c4 bílý střelec · e4 bílý pěšec · f4 černý pěšec · h4 černý dáma · a2 bílý pěšec · b2 bílý pěšec · c2 bílý pěšec · d2 bílý pěšec · g2 bílý pěšec · h2 bílý pěšec · a1 bílý věž · b1 bílý jezdec · c1 bílý střelec · d1 bílý dáma · f1 bílý král · g1 bílý jezdec · h1 bílý věž | a8 černý věž · b8 černý jezdec · c8 černý střelec · e8 černý král · f8 černý střelec · g8 černý jezdec · h8 černý věž · a7 černý pěšec · c7 černý pěšec · d7 černý pěšec · f7 černý pěšec · g7 černý pěšec · h7 černý pěšec · b5 černý pěšec · c4 bílý střelec · e4 bílý pěšec · f4 černý pěšec · h4 černý dáma · a2 bílý pěšec · b2 bílý pěšec · c2 bílý pěšec · d2 bílý pěšec · g2 bílý pěšec · h2 bílý pěšec · a1 bílý věž · b1 bílý jezdec · c1 bílý střelec · d1 bílý dáma · f1 bílý král · g1 bílý jezdec · h1 bílý věž | a8 černý věž · b8 černý jezdec · c8 černý střelec · e8 černý král · f8 černý střelec · g8 černý jezdec · h8 černý věž · a7 černý pěšec · c7 černý pěšec · d7 černý pěšec · f7 černý pěšec · g7 černý pěšec · h7 černý pěšec · b5 černý pěšec · c4 bílý střelec · e4 bílý pěšec · f4 černý pěšec · h4 černý dáma · a2 bílý pěšec · b2 bílý pěšec · c2 bílý pěšec · d2 bílý pěšec · g2 bílý pěšec · h2 bílý pěšec · a1 bílý věž · b1 bílý jezdec · c1 bílý střelec · d1 bílý dáma · f1 bílý král · g1 bílý jezdec · h1 bílý věž | a8 černý věž · b8 černý jezdec · c8 černý střelec · e8 černý král · f8 černý střelec · g8 černý jezdec · h8 černý věž · a7 černý pěšec · c7 černý pěšec · d7 černý pěšec · f7 černý pěšec · g7 černý pěšec · h7 černý pěšec · b5 černý pěšec · c4 bílý střelec · e4 bílý pěšec · f4 černý pěšec · h4 černý dáma · a2 bílý pěšec · b2 bílý pěšec · c2 bílý pěšec · d2 bílý pěšec · g2 bílý pěšec · h2 bílý pěšec · a1 bílý věž · b1 bílý jezdec · c1 bílý střelec · d1 bílý dáma · f1 bílý král · g1 bílý jezdec · h1 bílý věž | a8 černý věž · b8 černý jezdec · c8 černý střelec · e8 černý král · f8 černý střelec · g8 černý jezdec · h8 černý věž · a7 černý pěšec · c7 černý pěšec · d7 černý pěšec · f7 černý pěšec · g7 černý pěšec · h7 černý pěšec · b5 černý pěšec · c4 bílý střelec · e4 bílý pěšec · f4 černý pěšec · h4 černý dáma · a2 bílý pěšec · b2 bílý pěšec · c2 bílý pěšec · d2 bílý pěšec · g2 bílý pěšec · h2 bílý pěšec · a1 bílý věž · b1 bílý jezdec · c1 bílý střelec · d1 bílý dáma · f1 bílý král · g1 bílý jezdec · h1 bílý věž | a8 černý věž · b8 černý jezdec · c8 černý střelec · e8 černý král · f8 černý střelec · g8 černý jezdec · h8 černý věž · a7 černý pěšec · c7 černý pěšec · d7 černý pěšec · f7 černý pěšec · g7 černý pěšec · h7 černý pěšec · b5 černý pěšec · c4 bílý střelec · e4 bílý pěšec · f4 černý pěšec · h4 černý dáma · a2 bílý pěšec · b2 bílý pěšec · c2 bílý pěšec · d2 bílý pěšec · g2 bílý pěšec · h2 bílý pěšec · a1 bílý věž · b1 bílý jezdec · c1 bílý střelec · d1 bílý dáma · f1 bílý král · g1 bílý jezdec · h1 bílý věž | a8 černý věž · b8 černý jezdec · c8 černý střelec · e8 černý král · f8 černý střelec · g8 černý jezdec · h8 černý věž · a7 černý pěšec · c7 černý pěšec · d7 černý pěšec · f7 černý pěšec · g7 černý pěšec · h7 černý pěšec · b5 černý pěšec · c4 bílý střelec · e4 bílý pěšec · f4 černý pěšec · h4 černý dáma · a2 bílý pěšec · b2 bílý pěšec · c2 bílý pěšec · d2 bílý pěšec · g2 bílý pěšec · h2 bílý pěšec · a1 bílý věž · b1 bílý jezdec · c1 bílý střelec · d1 bílý dáma · f1 bílý král · g1 bílý jezdec · h1 bílý věž | 6 |
| 5 | a8 černý věž · b8 černý jezdec · c8 černý střelec · e8 černý král · f8 černý střelec · g8 černý jezdec · h8 černý věž · a7 černý pěšec · c7 černý pěšec · d7 černý pěšec · f7 černý pěšec · g7 černý pěšec · h7 černý pěšec · b5 černý pěšec · c4 bílý střelec · e4 bílý pěšec · f4 černý pěšec · h4 černý dáma · a2 bílý pěšec · b2 bílý pěšec · c2 bílý pěšec · d2 bílý pěšec · g2 bílý pěšec · h2 bílý pěšec · a1 bílý věž · b1 bílý jezdec · c1 bílý střelec · d1 bílý dáma · f1 bílý král · g1 bílý jezdec · h1 bílý věž | a8 černý věž · b8 černý jezdec · c8 černý střelec · e8 černý král · f8 černý střelec · g8 černý jezdec · h8 černý věž · a7 černý pěšec · c7 černý pěšec · d7 černý pěšec · f7 černý pěšec · g7 černý pěšec · h7 černý pěšec · b5 černý pěšec · c4 bílý střelec · e4 bílý pěšec · f4 černý pěšec · h4 černý dáma · a2 bílý pěšec · b2 bílý pěšec · c2 bílý pěšec · d2 bílý pěšec · g2 bílý pěšec · h2 bílý pěšec · a1 bílý věž · b1 bílý jezdec · c1 bílý střelec · d1 bílý dáma · f1 bílý král · g1 bílý jezdec · h1 bílý věž | a8 černý věž · b8 černý jezdec · c8 černý střelec · e8 černý král · f8 černý střelec · g8 černý jezdec · h8 černý věž · a7 černý pěšec · c7 černý pěšec · d7 černý pěšec · f7 černý pěšec · g7 černý pěšec · h7 černý pěšec · b5 černý pěšec · c4 bílý střelec · e4 bílý pěšec · f4 černý pěšec · h4 černý dáma · a2 bílý pěšec · b2 bílý pěšec · c2 bílý pěšec · d2 bílý pěšec · g2 bílý pěšec · h2 bílý pěšec · a1 bílý věž · b1 bílý jezdec · c1 bílý střelec · d1 bílý dáma · f1 bílý král · g1 bílý jezdec · h1 bílý věž | a8 černý věž · b8 černý jezdec · c8 černý střelec · e8 černý král · f8 černý střelec · g8 černý jezdec · h8 černý věž · a7 černý pěšec · c7 černý pěšec · d7 černý pěšec · f7 černý pěšec · g7 černý pěšec · h7 černý pěšec · b5 černý pěšec · c4 bílý střelec · e4 bílý pěšec · f4 černý pěšec · h4 černý dáma · a2 bílý pěšec · b2 bílý pěšec · c2 bílý pěšec · d2 bílý pěšec · g2 bílý pěšec · h2 bílý pěšec · a1 bílý věž · b1 bílý jezdec · c1 bílý střelec · d1 bílý dáma · f1 bílý král · g1 bílý jezdec · h1 bílý věž | a8 černý věž · b8 černý jezdec · c8 černý střelec · e8 černý král · f8 černý střelec · g8 černý jezdec · h8 černý věž · a7 černý pěšec · c7 černý pěšec · d7 černý pěšec · f7 černý pěšec · g7 černý pěšec · h7 černý pěšec · b5 černý pěšec · c4 bílý střelec · e4 bílý pěšec · f4 černý pěšec · h4 černý dáma · a2 bílý pěšec · b2 bílý pěšec · c2 bílý pěšec · d2 bílý pěšec · g2 bílý pěšec · h2 bílý pěšec · a1 bílý věž · b1 bílý jezdec · c1 bílý střelec · d1 bílý dáma · f1 bílý král · g1 bílý jezdec · h1 bílý věž | a8 černý věž · b8 černý jezdec · c8 černý střelec · e8 černý král · f8 černý střelec · g8 černý jezdec · h8 černý věž · a7 černý pěšec · c7 černý pěšec · d7 černý pěšec · f7 černý pěšec · g7 černý pěšec · h7 černý pěšec · b5 černý pěšec · c4 bílý střelec · e4 bílý pěšec · f4 černý pěšec · h4 černý dáma · a2 bílý pěšec · b2 bílý pěšec · c2 bílý pěšec · d2 bílý pěšec · g2 bílý pěšec · h2 bílý pěšec · a1 bílý věž · b1 bílý jezdec · c1 bílý střelec · d1 bílý dáma · f1 bílý král · g1 bílý jezdec · h1 bílý věž | a8 černý věž · b8 černý jezdec · c8 černý střelec · e8 černý král · f8 černý střelec · g8 černý jezdec · h8 černý věž · a7 černý pěšec · c7 černý pěšec · d7 černý pěšec · f7 černý pěšec · g7 černý pěšec · h7 černý pěšec · b5 černý pěšec · c4 bílý střelec · e4 bílý pěšec · f4 černý pěšec · h4 černý dáma · a2 bílý pěšec · b2 bílý pěšec · c2 bílý pěšec · d2 bílý pěšec · g2 bílý pěšec · h2 bílý pěšec · a1 bílý věž · b1 bílý jezdec · c1 bílý střelec · d1 bílý dáma · f1 bílý král · g1 bílý jezdec · h1 bílý věž | a8 černý věž · b8 černý jezdec · c8 černý střelec · e8 černý král · f8 černý střelec · g8 černý jezdec · h8 černý věž · a7 černý pěšec · c7 černý pěšec · d7 černý pěšec · f7 černý pěšec · g7 černý pěšec · h7 černý pěšec · b5 černý pěšec · c4 bílý střelec · e4 bílý pěšec · f4 černý pěšec · h4 černý dáma · a2 bílý pěšec · b2 bílý pěšec · c2 bílý pěšec · d2 bílý pěšec · g2 bílý pěšec · h2 bílý pěšec · a1 bílý věž · b1 bílý jezdec · c1 bílý střelec · d1 bílý dáma · f1 bílý král · g1 bílý jezdec · h1 bílý věž | 5 |
| 4 | a8 černý věž · b8 černý jezdec · c8 černý střelec · e8 černý král · f8 černý střelec · g8 černý jezdec · h8 černý věž · a7 černý pěšec · c7 černý pěšec · d7 černý pěšec · f7 černý pěšec · g7 černý pěšec · h7 černý pěšec · b5 černý pěšec · c4 bílý střelec · e4 bílý pěšec · f4 černý pěšec · h4 černý dáma · a2 bílý pěšec · b2 bílý pěšec · c2 bílý pěšec · d2 bílý pěšec · g2 bílý pěšec · h2 bílý pěšec · a1 bílý věž · b1 bílý jezdec · c1 bílý střelec · d1 bílý dáma · f1 bílý král · g1 bílý jezdec · h1 bílý věž | a8 černý věž · b8 černý jezdec · c8 černý střelec · e8 černý král · f8 černý střelec · g8 černý jezdec · h8 černý věž · a7 černý pěšec · c7 černý pěšec · d7 černý pěšec · f7 černý pěšec · g7 černý pěšec · h7 černý pěšec · b5 černý pěšec · c4 bílý střelec · e4 bílý pěšec · f4 černý pěšec · h4 černý dáma · a2 bílý pěšec · b2 bílý pěšec · c2 bílý pěšec · d2 bílý pěšec · g2 bílý pěšec · h2 bílý pěšec · a1 bílý věž · b1 bílý jezdec · c1 bílý střelec · d1 bílý dáma · f1 bílý král · g1 bílý jezdec · h1 bílý věž | a8 černý věž · b8 černý jezdec · c8 černý střelec · e8 černý král · f8 černý střelec · g8 černý jezdec · h8 černý věž · a7 černý pěšec · c7 černý pěšec · d7 černý pěšec · f7 černý pěšec · g7 černý pěšec · h7 černý pěšec · b5 černý pěšec · c4 bílý střelec · e4 bílý pěšec · f4 černý pěšec · h4 černý dáma · a2 bílý pěšec · b2 bílý pěšec · c2 bílý pěšec · d2 bílý pěšec · g2 bílý pěšec · h2 bílý pěšec · a1 bílý věž · b1 bílý jezdec · c1 bílý střelec · d1 bílý dáma · f1 bílý král · g1 bílý jezdec · h1 bílý věž | a8 černý věž · b8 černý jezdec · c8 černý střelec · e8 černý král · f8 černý střelec · g8 černý jezdec · h8 černý věž · a7 černý pěšec · c7 černý pěšec · d7 černý pěšec · f7 černý pěšec · g7 černý pěšec · h7 černý pěšec · b5 černý pěšec · c4 bílý střelec · e4 bílý pěšec · f4 černý pěšec · h4 černý dáma · a2 bílý pěšec · b2 bílý pěšec · c2 bílý pěšec · d2 bílý pěšec · g2 bílý pěšec · h2 bílý pěšec · a1 bílý věž · b1 bílý jezdec · c1 bílý střelec · d1 bílý dáma · f1 bílý král · g1 bílý jezdec · h1 bílý věž | a8 černý věž · b8 černý jezdec · c8 černý střelec · e8 černý král · f8 černý střelec · g8 černý jezdec · h8 černý věž · a7 černý pěšec · c7 černý pěšec · d7 černý pěšec · f7 černý pěšec · g7 černý pěšec · h7 černý pěšec · b5 černý pěšec · c4 bílý střelec · e4 bílý pěšec · f4 černý pěšec · h4 černý dáma · a2 bílý pěšec · b2 bílý pěšec · c2 bílý pěšec · d2 bílý pěšec · g2 bílý pěšec · h2 bílý pěšec · a1 bílý věž · b1 bílý jezdec · c1 bílý střelec · d1 bílý dáma · f1 bílý král · g1 bílý jezdec · h1 bílý věž | a8 černý věž · b8 černý jezdec · c8 černý střelec · e8 černý král · f8 černý střelec · g8 černý jezdec · h8 černý věž · a7 černý pěšec · c7 černý pěšec · d7 černý pěšec · f7 černý pěšec · g7 černý pěšec · h7 černý pěšec · b5 černý pěšec · c4 bílý střelec · e4 bílý pěšec · f4 černý pěšec · h4 černý dáma · a2 bílý pěšec · b2 bílý pěšec · c2 bílý pěšec · d2 bílý pěšec · g2 bílý pěšec · h2 bílý pěšec · a1 bílý věž · b1 bílý jezdec · c1 bílý střelec · d1 bílý dáma · f1 bílý král · g1 bílý jezdec · h1 bílý věž | a8 černý věž · b8 černý jezdec · c8 černý střelec · e8 černý král · f8 černý střelec · g8 černý jezdec · h8 černý věž · a7 černý pěšec · c7 černý pěšec · d7 černý pěšec · f7 černý pěšec · g7 černý pěšec · h7 černý pěšec · b5 černý pěšec · c4 bílý střelec · e4 bílý pěšec · f4 černý pěšec · h4 černý dáma · a2 bílý pěšec · b2 bílý pěšec · c2 bílý pěšec · d2 bílý pěšec · g2 bílý pěšec · h2 bílý pěšec · a1 bílý věž · b1 bílý jezdec · c1 bílý střelec · d1 bílý dáma · f1 bílý král · g1 bílý jezdec · h1 bílý věž | a8 černý věž · b8 černý jezdec · c8 černý střelec · e8 černý král · f8 černý střelec · g8 černý jezdec · h8 černý věž · a7 černý pěšec · c7 černý pěšec · d7 černý pěšec · f7 černý pěšec · g7 černý pěšec · h7 černý pěšec · b5 černý pěšec · c4 bílý střelec · e4 bílý pěšec · f4 černý pěšec · h4 černý dáma · a2 bílý pěšec · b2 bílý pěšec · c2 bílý pěšec · d2 bílý pěšec · g2 bílý pěšec · h2 bílý pěšec · a1 bílý věž · b1 bílý jezdec · c1 bílý střelec · d1 bílý dáma · f1 bílý král · g1 bílý jezdec · h1 bílý věž | 4 |
| 3 | a8 černý věž · b8 černý jezdec · c8 černý střelec · e8 černý král · f8 černý střelec · g8 černý jezdec · h8 černý věž · a7 černý pěšec · c7 černý pěšec · d7 černý pěšec · f7 černý pěšec · g7 černý pěšec · h7 černý pěšec · b5 černý pěšec · c4 bílý střelec · e4 bílý pěšec · f4 černý pěšec · h4 černý dáma · a2 bílý pěšec · b2 bílý pěšec · c2 bílý pěšec · d2 bílý pěšec · g2 bílý pěšec · h2 bílý pěšec · a1 bílý věž · b1 bílý jezdec · c1 bílý střelec · d1 bílý dáma · f1 bílý král · g1 bílý jezdec · h1 bílý věž | a8 černý věž · b8 černý jezdec · c8 černý střelec · e8 černý král · f8 černý střelec · g8 černý jezdec · h8 černý věž · a7 černý pěšec · c7 černý pěšec · d7 černý pěšec · f7 černý pěšec · g7 černý pěšec · h7 černý pěšec · b5 černý pěšec · c4 bílý střelec · e4 bílý pěšec · f4 černý pěšec · h4 černý dáma · a2 bílý pěšec · b2 bílý pěšec · c2 bílý pěšec · d2 bílý pěšec · g2 bílý pěšec · h2 bílý pěšec · a1 bílý věž · b1 bílý jezdec · c1 bílý střelec · d1 bílý dáma · f1 bílý král · g1 bílý jezdec · h1 bílý věž | a8 černý věž · b8 černý jezdec · c8 černý střelec · e8 černý král · f8 černý střelec · g8 černý jezdec · h8 černý věž · a7 černý pěšec · c7 černý pěšec · d7 černý pěšec · f7 černý pěšec · g7 černý pěšec · h7 černý pěšec · b5 černý pěšec · c4 bílý střelec · e4 bílý pěšec · f4 černý pěšec · h4 černý dáma · a2 bílý pěšec · b2 bílý pěšec · c2 bílý pěšec · d2 bílý pěšec · g2 bílý pěšec · h2 bílý pěšec · a1 bílý věž · b1 bílý jezdec · c1 bílý střelec · d1 bílý dáma · f1 bílý král · g1 bílý jezdec · h1 bílý věž | a8 černý věž · b8 černý jezdec · c8 černý střelec · e8 černý král · f8 černý střelec · g8 černý jezdec · h8 černý věž · a7 černý pěšec · c7 černý pěšec · d7 černý pěšec · f7 černý pěšec · g7 černý pěšec · h7 černý pěšec · b5 černý pěšec · c4 bílý střelec · e4 bílý pěšec · f4 černý pěšec · h4 černý dáma · a2 bílý pěšec · b2 bílý pěšec · c2 bílý pěšec · d2 bílý pěšec · g2 bílý pěšec · h2 bílý pěšec · a1 bílý věž · b1 bílý jezdec · c1 bílý střelec · d1 bílý dáma · f1 bílý král · g1 bílý jezdec · h1 bílý věž | a8 černý věž · b8 černý jezdec · c8 černý střelec · e8 černý král · f8 černý střelec · g8 černý jezdec · h8 černý věž · a7 černý pěšec · c7 černý pěšec · d7 černý pěšec · f7 černý pěšec · g7 černý pěšec · h7 černý pěšec · b5 černý pěšec · c4 bílý střelec · e4 bílý pěšec · f4 černý pěšec · h4 černý dáma · a2 bílý pěšec · b2 bílý pěšec · c2 bílý pěšec · d2 bílý pěšec · g2 bílý pěšec · h2 bílý pěšec · a1 bílý věž · b1 bílý jezdec · c1 bílý střelec · d1 bílý dáma · f1 bílý král · g1 bílý jezdec · h1 bílý věž | a8 černý věž · b8 černý jezdec · c8 černý střelec · e8 černý král · f8 černý střelec · g8 černý jezdec · h8 černý věž · a7 černý pěšec · c7 černý pěšec · d7 černý pěšec · f7 černý pěšec · g7 černý pěšec · h7 černý pěšec · b5 černý pěšec · c4 bílý střelec · e4 bílý pěšec · f4 černý pěšec · h4 černý dáma · a2 bílý pěšec · b2 bílý pěšec · c2 bílý pěšec · d2 bílý pěšec · g2 bílý pěšec · h2 bílý pěšec · a1 bílý věž · b1 bílý jezdec · c1 bílý střelec · d1 bílý dáma · f1 bílý král · g1 bílý jezdec · h1 bílý věž | a8 černý věž · b8 černý jezdec · c8 černý střelec · e8 černý král · f8 černý střelec · g8 černý jezdec · h8 černý věž · a7 černý pěšec · c7 černý pěšec · d7 černý pěšec · f7 černý pěšec · g7 černý pěšec · h7 černý pěšec · b5 černý pěšec · c4 bílý střelec · e4 bílý pěšec · f4 černý pěšec · h4 černý dáma · a2 bílý pěšec · b2 bílý pěšec · c2 bílý pěšec · d2 bílý pěšec · g2 bílý pěšec · h2 bílý pěšec · a1 bílý věž · b1 bílý jezdec · c1 bílý střelec · d1 bílý dáma · f1 bílý král · g1 bílý jezdec · h1 bílý věž | a8 černý věž · b8 černý jezdec · c8 černý střelec · e8 černý král · f8 černý střelec · g8 černý jezdec · h8 černý věž · a7 černý pěšec · c7 černý pěšec · d7 černý pěšec · f7 černý pěšec · g7 černý pěšec · h7 černý pěšec · b5 černý pěšec · c4 bílý střelec · e4 bílý pěšec · f4 černý pěšec · h4 černý dáma · a2 bílý pěšec · b2 bílý pěšec · c2 bílý pěšec · d2 bílý pěšec · g2 bílý pěšec · h2 bílý pěšec · a1 bílý věž · b1 bílý jezdec · c1 bílý střelec · d1 bílý dáma · f1 bílý král · g1 bílý jezdec · h1 bílý věž | 3 |
| 2 | a8 černý věž · b8 černý jezdec · c8 černý střelec · e8 černý král · f8 černý střelec · g8 černý jezdec · h8 černý věž · a7 černý pěšec · c7 černý pěšec · d7 černý pěšec · f7 černý pěšec · g7 černý pěšec · h7 černý pěšec · b5 černý pěšec · c4 bílý střelec · e4 bílý pěšec · f4 černý pěšec · h4 černý dáma · a2 bílý pěšec · b2 bílý pěšec · c2 bílý pěšec · d2 bílý pěšec · g2 bílý pěšec · h2 bílý pěšec · a1 bílý věž · b1 bílý jezdec · c1 bílý střelec · d1 bílý dáma · f1 bílý král · g1 bílý jezdec · h1 bílý věž | a8 černý věž · b8 černý jezdec · c8 černý střelec · e8 černý král · f8 černý střelec · g8 černý jezdec · h8 černý věž · a7 černý pěšec · c7 černý pěšec · d7 černý pěšec · f7 černý pěšec · g7 černý pěšec · h7 černý pěšec · b5 černý pěšec · c4 bílý střelec · e4 bílý pěšec · f4 černý pěšec · h4 černý dáma · a2 bílý pěšec · b2 bílý pěšec · c2 bílý pěšec · d2 bílý pěšec · g2 bílý pěšec · h2 bílý pěšec · a1 bílý věž · b1 bílý jezdec · c1 bílý střelec · d1 bílý dáma · f1 bílý král · g1 bílý jezdec · h1 bílý věž | a8 černý věž · b8 černý jezdec · c8 černý střelec · e8 černý král · f8 černý střelec · g8 černý jezdec · h8 černý věž · a7 černý pěšec · c7 černý pěšec · d7 černý pěšec · f7 černý pěšec · g7 černý pěšec · h7 černý pěšec · b5 černý pěšec · c4 bílý střelec · e4 bílý pěšec · f4 černý pěšec · h4 černý dáma · a2 bílý pěšec · b2 bílý pěšec · c2 bílý pěšec · d2 bílý pěšec · g2 bílý pěšec · h2 bílý pěšec · a1 bílý věž · b1 bílý jezdec · c1 bílý střelec · d1 bílý dáma · f1 bílý král · g1 bílý jezdec · h1 bílý věž | a8 černý věž · b8 černý jezdec · c8 černý střelec · e8 černý král · f8 černý střelec · g8 černý jezdec · h8 černý věž · a7 černý pěšec · c7 černý pěšec · d7 černý pěšec · f7 černý pěšec · g7 černý pěšec · h7 černý pěšec · b5 černý pěšec · c4 bílý střelec · e4 bílý pěšec · f4 černý pěšec · h4 černý dáma · a2 bílý pěšec · b2 bílý pěšec · c2 bílý pěšec · d2 bílý pěšec · g2 bílý pěšec · h2 bílý pěšec · a1 bílý věž · b1 bílý jezdec · c1 bílý střelec · d1 bílý dáma · f1 bílý král · g1 bílý jezdec · h1 bílý věž | a8 černý věž · b8 černý jezdec · c8 černý střelec · e8 černý král · f8 černý střelec · g8 černý jezdec · h8 černý věž · a7 černý pěšec · c7 černý pěšec · d7 černý pěšec · f7 černý pěšec · g7 černý pěšec · h7 černý pěšec · b5 černý pěšec · c4 bílý střelec · e4 bílý pěšec · f4 černý pěšec · h4 černý dáma · a2 bílý pěšec · b2 bílý pěšec · c2 bílý pěšec · d2 bílý pěšec · g2 bílý pěšec · h2 bílý pěšec · a1 bílý věž · b1 bílý jezdec · c1 bílý střelec · d1 bílý dáma · f1 bílý král · g1 bílý jezdec · h1 bílý věž | a8 černý věž · b8 černý jezdec · c8 černý střelec · e8 černý král · f8 černý střelec · g8 černý jezdec · h8 černý věž · a7 černý pěšec · c7 černý pěšec · d7 černý pěšec · f7 černý pěšec · g7 černý pěšec · h7 černý pěšec · b5 černý pěšec · c4 bílý střelec · e4 bílý pěšec · f4 černý pěšec · h4 černý dáma · a2 bílý pěšec · b2 bílý pěšec · c2 bílý pěšec · d2 bílý pěšec · g2 bílý pěšec · h2 bílý pěšec · a1 bílý věž · b1 bílý jezdec · c1 bílý střelec · d1 bílý dáma · f1 bílý král · g1 bílý jezdec · h1 bílý věž | a8 černý věž · b8 černý jezdec · c8 černý střelec · e8 černý král · f8 černý střelec · g8 černý jezdec · h8 černý věž · a7 černý pěšec · c7 černý pěšec · d7 černý pěšec · f7 černý pěšec · g7 černý pěšec · h7 černý pěšec · b5 černý pěšec · c4 bílý střelec · e4 bílý pěšec · f4 černý pěšec · h4 černý dáma · a2 bílý pěšec · b2 bílý pěšec · c2 bílý pěšec · d2 bílý pěšec · g2 bílý pěšec · h2 bílý pěšec · a1 bílý věž · b1 bílý jezdec · c1 bílý střelec · d1 bílý dáma · f1 bílý král · g1 bílý jezdec · h1 bílý věž | a8 černý věž · b8 černý jezdec · c8 černý střelec · e8 černý král · f8 černý střelec · g8 černý jezdec · h8 černý věž · a7 černý pěšec · c7 černý pěšec · d7 černý pěšec · f7 černý pěšec · g7 černý pěšec · h7 černý pěšec · b5 černý pěšec · c4 bílý střelec · e4 bílý pěšec · f4 černý pěšec · h4 černý dáma · a2 bílý pěšec · b2 bílý pěšec · c2 bílý pěšec · d2 bílý pěšec · g2 bílý pěšec · h2 bílý pěšec · a1 bílý věž · b1 bílý jezdec · c1 bílý střelec · d1 bílý dáma · f1 bílý král · g1 bílý jezdec · h1 bílý věž | 2 |
| 1 | a8 černý věž · b8 černý jezdec · c8 černý střelec · e8 černý král · f8 černý střelec · g8 černý jezdec · h8 černý věž · a7 černý pěšec · c7 černý pěšec · d7 černý pěšec · f7 černý pěšec · g7 černý pěšec · h7 černý pěšec · b5 černý pěšec · c4 bílý střelec · e4 bílý pěšec · f4 černý pěšec · h4 černý dáma · a2 bílý pěšec · b2 bílý pěšec · c2 bílý pěšec · d2 bílý pěšec · g2 bílý pěšec · h2 bílý pěšec · a1 bílý věž · b1 bílý jezdec · c1 bílý střelec · d1 bílý dáma · f1 bílý král · g1 bílý jezdec · h1 bílý věž | a8 černý věž · b8 černý jezdec · c8 černý střelec · e8 černý král · f8 černý střelec · g8 černý jezdec · h8 černý věž · a7 černý pěšec · c7 černý pěšec · d7 černý pěšec · f7 černý pěšec · g7 černý pěšec · h7 černý pěšec · b5 černý pěšec · c4 bílý střelec · e4 bílý pěšec · f4 černý pěšec · h4 černý dáma · a2 bílý pěšec · b2 bílý pěšec · c2 bílý pěšec · d2 bílý pěšec · g2 bílý pěšec · h2 bílý pěšec · a1 bílý věž · b1 bílý jezdec · c1 bílý střelec · d1 bílý dáma · f1 bílý král · g1 bílý jezdec · h1 bílý věž | a8 černý věž · b8 černý jezdec · c8 černý střelec · e8 černý král · f8 černý střelec · g8 černý jezdec · h8 černý věž · a7 černý pěšec · c7 černý pěšec · d7 černý pěšec · f7 černý pěšec · g7 černý pěšec · h7 černý pěšec · b5 černý pěšec · c4 bílý střelec · e4 bílý pěšec · f4 černý pěšec · h4 černý dáma · a2 bílý pěšec · b2 bílý pěšec · c2 bílý pěšec · d2 bílý pěšec · g2 bílý pěšec · h2 bílý pěšec · a1 bílý věž · b1 bílý jezdec · c1 bílý střelec · d1 bílý dáma · f1 bílý král · g1 bílý jezdec · h1 bílý věž | a8 černý věž · b8 černý jezdec · c8 černý střelec · e8 černý král · f8 černý střelec · g8 černý jezdec · h8 černý věž · a7 černý pěšec · c7 černý pěšec · d7 černý pěšec · f7 černý pěšec · g7 černý pěšec · h7 černý pěšec · b5 černý pěšec · c4 bílý střelec · e4 bílý pěšec · f4 černý pěšec · h4 černý dáma · a2 bílý pěšec · b2 bílý pěšec · c2 bílý pěšec · d2 bílý pěšec · g2 bílý pěšec · h2 bílý pěšec · a1 bílý věž · b1 bílý jezdec · c1 bílý střelec · d1 bílý dáma · f1 bílý král · g1 bílý jezdec · h1 bílý věž | a8 černý věž · b8 černý jezdec · c8 černý střelec · e8 černý král · f8 černý střelec · g8 černý jezdec · h8 černý věž · a7 černý pěšec · c7 černý pěšec · d7 černý pěšec · f7 černý pěšec · g7 černý pěšec · h7 černý pěšec · b5 černý pěšec · c4 bílý střelec · e4 bílý pěšec · f4 černý pěšec · h4 černý dáma · a2 bílý pěšec · b2 bílý pěšec · c2 bílý pěšec · d2 bílý pěšec · g2 bílý pěšec · h2 bílý pěšec · a1 bílý věž · b1 bílý jezdec · c1 bílý střelec · d1 bílý dáma · f1 bílý král · g1 bílý jezdec · h1 bílý věž | a8 černý věž · b8 černý jezdec · c8 černý střelec · e8 černý král · f8 černý střelec · g8 černý jezdec · h8 černý věž · a7 černý pěšec · c7 černý pěšec · d7 černý pěšec · f7 černý pěšec · g7 černý pěšec · h7 černý pěšec · b5 černý pěšec · c4 bílý střelec · e4 bílý pěšec · f4 černý pěšec · h4 černý dáma · a2 bílý pěšec · b2 bílý pěšec · c2 bílý pěšec · d2 bílý pěšec · g2 bílý pěšec · h2 bílý pěšec · a1 bílý věž · b1 bílý jezdec · c1 bílý střelec · d1 bílý dáma · f1 bílý král · g1 bílý jezdec · h1 bílý věž | a8 černý věž · b8 černý jezdec · c8 černý střelec · e8 černý král · f8 černý střelec · g8 černý jezdec · h8 černý věž · a7 černý pěšec · c7 černý pěšec · d7 černý pěšec · f7 černý pěšec · g7 černý pěšec · h7 černý pěšec · b5 černý pěšec · c4 bílý střelec · e4 bílý pěšec · f4 černý pěšec · h4 černý dáma · a2 bílý pěšec · b2 bílý pěšec · c2 bílý pěšec · d2 bílý pěšec · g2 bílý pěšec · h2 bílý pěšec · a1 bílý věž · b1 bílý jezdec · c1 bílý střelec · d1 bílý dáma · f1 bílý král · g1 bílý jezdec · h1 bílý věž | a8 černý věž · b8 černý jezdec · c8 černý střelec · e8 černý král · f8 černý střelec · g8 černý jezdec · h8 černý věž · a7 černý pěšec · c7 černý pěšec · d7 černý pěšec · f7 černý pěšec · g7 černý pěšec · h7 černý pěšec · b5 černý pěšec · c4 bílý střelec · e4 bílý pěšec · f4 černý pěšec · h4 černý dáma · a2 bílý pěšec · b2 bílý pěšec · c2 bílý pěšec · d2 bílý pěšec · g2 bílý pěšec · h2 bílý pěšec · a1 bílý věž · b1 bílý jezdec · c1 bílý střelec · d1 bílý dáma · f1 bílý král · g1 bílý jezdec · h1 bílý věž | 1 |
|   | a | b | c | d | e | f | g | h |   |

4. Kf1 b5?!
Bryanův protigambit, pojmenovaný po Thomasi Jeffersonovi Bryanovi. Jeho cílem je odlákat bílého střelce z aktivního postavení. Většina dnešních hráčů ho nepoužívá.
5. Sxb5 Jf6 6. Jf3
Běžný tah, který má napomoci vývinu. Jezdec nyní napadá černou dámu, čímž černého nutí s ní ustoupit.
6. … Dh6
Kryje pěšce. Richard Réti považoval za lepší 6. … Dh5.
7. d3?!
Preventivně kryje pěšce e4. Za lepší tah se považuje 7. Jc3 s plánem d4 s obsazením středu. Na konci 20. století v roce 1993 v Londýně použil tento tah v nezávazné tematicky laděné partii rapid šachu Short proti Kasparovovi a zvítězil.
7. … Jh5?!
Černý hrozí pokračováním Jg3+ získat kvalitu a zároveň si chrání pěšce na f4. Dostává tím ale jezdce do nevýhodné pozice na okraji šachovnice.
8. Jh4?
Dosti riskantní výpad a začátek komplikované hry. Bílý mohl odrazit hrozbu poklidnými tahy 8. De1 nebo 8. Vg1 a jeho pozice by byla perspektivnější.
8. … Dg5 9. Jf5 c6?!
Napadá střelce. Mnohem lepší bylo ale napadnout jezdce tahem 9. … g6! a po 10. h4 Df6 11. Jc3 by vznikla pozice s nejasnou hrou.
10. g4?!
Napadá černého jezdce a přidává na komplikacích. Místo toho mohl ale bílý ustoupit 10. Sa4 s lepší pozicí bílého.
10. … Jf6
Zajímavou možností zde bylo 10. … g6 s nejasnými důsledky.
|   | a | b | c | d | e | f | g | h |   |
| 8 | a8 černý věž · b8 černý jezdec · c8 černý střelec · e8 černý král · f8 černý střelec · h8 černý věž · a7 černý pěšec · d7 černý pěšec · f7 černý pěšec · g7 černý pěšec · h7 černý pěšec · c6 černý pěšec · f6 černý jezdec · b5 bílý střelec · f5 bílý jezdec · g5 černý dáma · e4 bílý pěšec · f4 černý pěšec · g4 bílý pěšec · d3 bílý pěšec · a2 bílý pěšec · b2 bílý pěšec · c2 bílý pěšec · h2 bílý pěšec · a1 bílý věž · b1 bílý jezdec · c1 bílý střelec · d1 bílý dáma · f1 bílý král · g1 bílý věž | a8 černý věž · b8 černý jezdec · c8 černý střelec · e8 černý král · f8 černý střelec · h8 černý věž · a7 černý pěšec · d7 černý pěšec · f7 černý pěšec · g7 černý pěšec · h7 černý pěšec · c6 černý pěšec · f6 černý jezdec · b5 bílý střelec · f5 bílý jezdec · g5 černý dáma · e4 bílý pěšec · f4 černý pěšec · g4 bílý pěšec · d3 bílý pěšec · a2 bílý pěšec · b2 bílý pěšec · c2 bílý pěšec · h2 bílý pěšec · a1 bílý věž · b1 bílý jezdec · c1 bílý střelec · d1 bílý dáma · f1 bílý král · g1 bílý věž | a8 černý věž · b8 černý jezdec · c8 černý střelec · e8 černý král · f8 černý střelec · h8 černý věž · a7 černý pěšec · d7 černý pěšec · f7 černý pěšec · g7 černý pěšec · h7 černý pěšec · c6 černý pěšec · f6 černý jezdec · b5 bílý střelec · f5 bílý jezdec · g5 černý dáma · e4 bílý pěšec · f4 černý pěšec · g4 bílý pěšec · d3 bílý pěšec · a2 bílý pěšec · b2 bílý pěšec · c2 bílý pěšec · h2 bílý pěšec · a1 bílý věž · b1 bílý jezdec · c1 bílý střelec · d1 bílý dáma · f1 bílý král · g1 bílý věž | a8 černý věž · b8 černý jezdec · c8 černý střelec · e8 černý král · f8 černý střelec · h8 černý věž · a7 černý pěšec · d7 černý pěšec · f7 černý pěšec · g7 černý pěšec · h7 černý pěšec · c6 černý pěšec · f6 černý jezdec · b5 bílý střelec · f5 bílý jezdec · g5 černý dáma · e4 bílý pěšec · f4 černý pěšec · g4 bílý pěšec · d3 bílý pěšec · a2 bílý pěšec · b2 bílý pěšec · c2 bílý pěšec · h2 bílý pěšec · a1 bílý věž · b1 bílý jezdec · c1 bílý střelec · d1 bílý dáma · f1 bílý král · g1 bílý věž | a8 černý věž · b8 černý jezdec · c8 černý střelec · e8 černý král · f8 černý střelec · h8 černý věž · a7 černý pěšec · d7 černý pěšec · f7 černý pěšec · g7 černý pěšec · h7 černý pěšec · c6 černý pěšec · f6 černý jezdec · b5 bílý střelec · f5 bílý jezdec · g5 černý dáma · e4 bílý pěšec · f4 černý pěšec · g4 bílý pěšec · d3 bílý pěšec · a2 bílý pěšec · b2 bílý pěšec · c2 bílý pěšec · h2 bílý pěšec · a1 bílý věž · b1 bílý jezdec · c1 bílý střelec · d1 bílý dáma · f1 bílý král · g1 bílý věž | a8 černý věž · b8 černý jezdec · c8 černý střelec · e8 černý král · f8 černý střelec · h8 černý věž · a7 černý pěšec · d7 černý pěšec · f7 černý pěšec · g7 černý pěšec · h7 černý pěšec · c6 černý pěšec · f6 černý jezdec · b5 bílý střelec · f5 bílý jezdec · g5 černý dáma · e4 bílý pěšec · f4 černý pěšec · g4 bílý pěšec · d3 bílý pěšec · a2 bílý pěšec · b2 bílý pěšec · c2 bílý pěšec · h2 bílý pěšec · a1 bílý věž · b1 bílý jezdec · c1 bílý střelec · d1 bílý dáma · f1 bílý král · g1 bílý věž | a8 černý věž · b8 černý jezdec · c8 černý střelec · e8 černý král · f8 černý střelec · h8 černý věž · a7 černý pěšec · d7 černý pěšec · f7 černý pěšec · g7 černý pěšec · h7 černý pěšec · c6 černý pěšec · f6 černý jezdec · b5 bílý střelec · f5 bílý jezdec · g5 černý dáma · e4 bílý pěšec · f4 černý pěšec · g4 bílý pěšec · d3 bílý pěšec · a2 bílý pěšec · b2 bílý pěšec · c2 bílý pěšec · h2 bílý pěšec · a1 bílý věž · b1 bílý jezdec · c1 bílý střelec · d1 bílý dáma · f1 bílý král · g1 bílý věž | a8 černý věž · b8 černý jezdec · c8 černý střelec · e8 černý král · f8 černý střelec · h8 černý věž · a7 černý pěšec · d7 černý pěšec · f7 černý pěšec · g7 černý pěšec · h7 černý pěšec · c6 černý pěšec · f6 černý jezdec · b5 bílý střelec · f5 bílý jezdec · g5 černý dáma · e4 bílý pěšec · f4 černý pěšec · g4 bílý pěšec · d3 bílý pěšec · a2 bílý pěšec · b2 bílý pěšec · c2 bílý pěšec · h2 bílý pěšec · a1 bílý věž · b1 bílý jezdec · c1 bílý střelec · d1 bílý dáma · f1 bílý král · g1 bílý věž | 8 |
| 7 | a8 černý věž · b8 černý jezdec · c8 černý střelec · e8 černý král · f8 černý střelec · h8 černý věž · a7 černý pěšec · d7 černý pěšec · f7 černý pěšec · g7 černý pěšec · h7 černý pěšec · c6 černý pěšec · f6 černý jezdec · b5 bílý střelec · f5 bílý jezdec · g5 černý dáma · e4 bílý pěšec · f4 černý pěšec · g4 bílý pěšec · d3 bílý pěšec · a2 bílý pěšec · b2 bílý pěšec · c2 bílý pěšec · h2 bílý pěšec · a1 bílý věž · b1 bílý jezdec · c1 bílý střelec · d1 bílý dáma · f1 bílý král · g1 bílý věž | a8 černý věž · b8 černý jezdec · c8 černý střelec · e8 černý král · f8 černý střelec · h8 černý věž · a7 černý pěšec · d7 černý pěšec · f7 černý pěšec · g7 černý pěšec · h7 černý pěšec · c6 černý pěšec · f6 černý jezdec · b5 bílý střelec · f5 bílý jezdec · g5 černý dáma · e4 bílý pěšec · f4 černý pěšec · g4 bílý pěšec · d3 bílý pěšec · a2 bílý pěšec · b2 bílý pěšec · c2 bílý pěšec · h2 bílý pěšec · a1 bílý věž · b1 bílý jezdec · c1 bílý střelec · d1 bílý dáma · f1 bílý král · g1 bílý věž | a8 černý věž · b8 černý jezdec · c8 černý střelec · e8 černý král · f8 černý střelec · h8 černý věž · a7 černý pěšec · d7 černý pěšec · f7 černý pěšec · g7 černý pěšec · h7 černý pěšec · c6 černý pěšec · f6 černý jezdec · b5 bílý střelec · f5 bílý jezdec · g5 černý dáma · e4 bílý pěšec · f4 černý pěšec · g4 bílý pěšec · d3 bílý pěšec · a2 bílý pěšec · b2 bílý pěšec · c2 bílý pěšec · h2 bílý pěšec · a1 bílý věž · b1 bílý jezdec · c1 bílý střelec · d1 bílý dáma · f1 bílý král · g1 bílý věž | a8 černý věž · b8 černý jezdec · c8 černý střelec · e8 černý král · f8 černý střelec · h8 černý věž · a7 černý pěšec · d7 černý pěšec · f7 černý pěšec · g7 černý pěšec · h7 černý pěšec · c6 černý pěšec · f6 černý jezdec · b5 bílý střelec · f5 bílý jezdec · g5 černý dáma · e4 bílý pěšec · f4 černý pěšec · g4 bílý pěšec · d3 bílý pěšec · a2 bílý pěšec · b2 bílý pěšec · c2 bílý pěšec · h2 bílý pěšec · a1 bílý věž · b1 bílý jezdec · c1 bílý střelec · d1 bílý dáma · f1 bílý král · g1 bílý věž | a8 černý věž · b8 černý jezdec · c8 černý střelec · e8 černý král · f8 černý střelec · h8 černý věž · a7 černý pěšec · d7 černý pěšec · f7 černý pěšec · g7 černý pěšec · h7 černý pěšec · c6 černý pěšec · f6 černý jezdec · b5 bílý střelec · f5 bílý jezdec · g5 černý dáma · e4 bílý pěšec · f4 černý pěšec · g4 bílý pěšec · d3 bílý pěšec · a2 bílý pěšec · b2 bílý pěšec · c2 bílý pěšec · h2 bílý pěšec · a1 bílý věž · b1 bílý jezdec · c1 bílý střelec · d1 bílý dáma · f1 bílý král · g1 bílý věž | a8 černý věž · b8 černý jezdec · c8 černý střelec · e8 černý král · f8 černý střelec · h8 černý věž · a7 černý pěšec · d7 černý pěšec · f7 černý pěšec · g7 černý pěšec · h7 černý pěšec · c6 černý pěšec · f6 černý jezdec · b5 bílý střelec · f5 bílý jezdec · g5 černý dáma · e4 bílý pěšec · f4 černý pěšec · g4 bílý pěšec · d3 bílý pěšec · a2 bílý pěšec · b2 bílý pěšec · c2 bílý pěšec · h2 bílý pěšec · a1 bílý věž · b1 bílý jezdec · c1 bílý střelec · d1 bílý dáma · f1 bílý král · g1 bílý věž | a8 černý věž · b8 černý jezdec · c8 černý střelec · e8 černý král · f8 černý střelec · h8 černý věž · a7 černý pěšec · d7 černý pěšec · f7 černý pěšec · g7 černý pěšec · h7 černý pěšec · c6 černý pěšec · f6 černý jezdec · b5 bílý střelec · f5 bílý jezdec · g5 černý dáma · e4 bílý pěšec · f4 černý pěšec · g4 bílý pěšec · d3 bílý pěšec · a2 bílý pěšec · b2 bílý pěšec · c2 bílý pěšec · h2 bílý pěšec · a1 bílý věž · b1 bílý jezdec · c1 bílý střelec · d1 bílý dáma · f1 bílý král · g1 bílý věž | a8 černý věž · b8 černý jezdec · c8 černý střelec · e8 černý král · f8 černý střelec · h8 černý věž · a7 černý pěšec · d7 černý pěšec · f7 černý pěšec · g7 černý pěšec · h7 černý pěšec · c6 černý pěšec · f6 černý jezdec · b5 bílý střelec · f5 bílý jezdec · g5 černý dáma · e4 bílý pěšec · f4 černý pěšec · g4 bílý pěšec · d3 bílý pěšec · a2 bílý pěšec · b2 bílý pěšec · c2 bílý pěšec · h2 bílý pěšec · a1 bílý věž · b1 bílý jezdec · c1 bílý střelec · d1 bílý dáma · f1 bílý král · g1 bílý věž | 7 |
| 6 | a8 černý věž · b8 černý jezdec · c8 černý střelec · e8 černý král · f8 černý střelec · h8 černý věž · a7 černý pěšec · d7 černý pěšec · f7 černý pěšec · g7 černý pěšec · h7 černý pěšec · c6 černý pěšec · f6 černý jezdec · b5 bílý střelec · f5 bílý jezdec · g5 černý dáma · e4 bílý pěšec · f4 černý pěšec · g4 bílý pěšec · d3 bílý pěšec · a2 bílý pěšec · b2 bílý pěšec · c2 bílý pěšec · h2 bílý pěšec · a1 bílý věž · b1 bílý jezdec · c1 bílý střelec · d1 bílý dáma · f1 bílý král · g1 bílý věž | a8 černý věž · b8 černý jezdec · c8 černý střelec · e8 černý král · f8 černý střelec · h8 černý věž · a7 černý pěšec · d7 černý pěšec · f7 černý pěšec · g7 černý pěšec · h7 černý pěšec · c6 černý pěšec · f6 černý jezdec · b5 bílý střelec · f5 bílý jezdec · g5 černý dáma · e4 bílý pěšec · f4 černý pěšec · g4 bílý pěšec · d3 bílý pěšec · a2 bílý pěšec · b2 bílý pěšec · c2 bílý pěšec · h2 bílý pěšec · a1 bílý věž · b1 bílý jezdec · c1 bílý střelec · d1 bílý dáma · f1 bílý král · g1 bílý věž | a8 černý věž · b8 černý jezdec · c8 černý střelec · e8 černý král · f8 černý střelec · h8 černý věž · a7 černý pěšec · d7 černý pěšec · f7 černý pěšec · g7 černý pěšec · h7 černý pěšec · c6 černý pěšec · f6 černý jezdec · b5 bílý střelec · f5 bílý jezdec · g5 černý dáma · e4 bílý pěšec · f4 černý pěšec · g4 bílý pěšec · d3 bílý pěšec · a2 bílý pěšec · b2 bílý pěšec · c2 bílý pěšec · h2 bílý pěšec · a1 bílý věž · b1 bílý jezdec · c1 bílý střelec · d1 bílý dáma · f1 bílý král · g1 bílý věž | a8 černý věž · b8 černý jezdec · c8 černý střelec · e8 černý král · f8 černý střelec · h8 černý věž · a7 černý pěšec · d7 černý pěšec · f7 černý pěšec · g7 černý pěšec · h7 černý pěšec · c6 černý pěšec · f6 černý jezdec · b5 bílý střelec · f5 bílý jezdec · g5 černý dáma · e4 bílý pěšec · f4 černý pěšec · g4 bílý pěšec · d3 bílý pěšec · a2 bílý pěšec · b2 bílý pěšec · c2 bílý pěšec · h2 bílý pěšec · a1 bílý věž · b1 bílý jezdec · c1 bílý střelec · d1 bílý dáma · f1 bílý král · g1 bílý věž | a8 černý věž · b8 černý jezdec · c8 černý střelec · e8 černý král · f8 černý střelec · h8 černý věž · a7 černý pěšec · d7 černý pěšec · f7 černý pěšec · g7 černý pěšec · h7 černý pěšec · c6 černý pěšec · f6 černý jezdec · b5 bílý střelec · f5 bílý jezdec · g5 černý dáma · e4 bílý pěšec · f4 černý pěšec · g4 bílý pěšec · d3 bílý pěšec · a2 bílý pěšec · b2 bílý pěšec · c2 bílý pěšec · h2 bílý pěšec · a1 bílý věž · b1 bílý jezdec · c1 bílý střelec · d1 bílý dáma · f1 bílý král · g1 bílý věž | a8 černý věž · b8 černý jezdec · c8 černý střelec · e8 černý král · f8 černý střelec · h8 černý věž · a7 černý pěšec · d7 černý pěšec · f7 černý pěšec · g7 černý pěšec · h7 černý pěšec · c6 černý pěšec · f6 černý jezdec · b5 bílý střelec · f5 bílý jezdec · g5 černý dáma · e4 bílý pěšec · f4 černý pěšec · g4 bílý pěšec · d3 bílý pěšec · a2 bílý pěšec · b2 bílý pěšec · c2 bílý pěšec · h2 bílý pěšec · a1 bílý věž · b1 bílý jezdec · c1 bílý střelec · d1 bílý dáma · f1 bílý král · g1 bílý věž | a8 černý věž · b8 černý jezdec · c8 černý střelec · e8 černý král · f8 černý střelec · h8 černý věž · a7 černý pěšec · d7 černý pěšec · f7 černý pěšec · g7 černý pěšec · h7 černý pěšec · c6 černý pěšec · f6 černý jezdec · b5 bílý střelec · f5 bílý jezdec · g5 černý dáma · e4 bílý pěšec · f4 černý pěšec · g4 bílý pěšec · d3 bílý pěšec · a2 bílý pěšec · b2 bílý pěšec · c2 bílý pěšec · h2 bílý pěšec · a1 bílý věž · b1 bílý jezdec · c1 bílý střelec · d1 bílý dáma · f1 bílý král · g1 bílý věž | a8 černý věž · b8 černý jezdec · c8 černý střelec · e8 černý král · f8 černý střelec · h8 černý věž · a7 černý pěšec · d7 černý pěšec · f7 černý pěšec · g7 černý pěšec · h7 černý pěšec · c6 černý pěšec · f6 černý jezdec · b5 bílý střelec · f5 bílý jezdec · g5 černý dáma · e4 bílý pěšec · f4 černý pěšec · g4 bílý pěšec · d3 bílý pěšec · a2 bílý pěšec · b2 bílý pěšec · c2 bílý pěšec · h2 bílý pěšec · a1 bílý věž · b1 bílý jezdec · c1 bílý střelec · d1 bílý dáma · f1 bílý král · g1 bílý věž | 6 |
| 5 | a8 černý věž · b8 černý jezdec · c8 černý střelec · e8 černý král · f8 černý střelec · h8 černý věž · a7 černý pěšec · d7 černý pěšec · f7 černý pěšec · g7 černý pěšec · h7 černý pěšec · c6 černý pěšec · f6 černý jezdec · b5 bílý střelec · f5 bílý jezdec · g5 černý dáma · e4 bílý pěšec · f4 černý pěšec · g4 bílý pěšec · d3 bílý pěšec · a2 bílý pěšec · b2 bílý pěšec · c2 bílý pěšec · h2 bílý pěšec · a1 bílý věž · b1 bílý jezdec · c1 bílý střelec · d1 bílý dáma · f1 bílý král · g1 bílý věž | a8 černý věž · b8 černý jezdec · c8 černý střelec · e8 černý král · f8 černý střelec · h8 černý věž · a7 černý pěšec · d7 černý pěšec · f7 černý pěšec · g7 černý pěšec · h7 černý pěšec · c6 černý pěšec · f6 černý jezdec · b5 bílý střelec · f5 bílý jezdec · g5 černý dáma · e4 bílý pěšec · f4 černý pěšec · g4 bílý pěšec · d3 bílý pěšec · a2 bílý pěšec · b2 bílý pěšec · c2 bílý pěšec · h2 bílý pěšec · a1 bílý věž · b1 bílý jezdec · c1 bílý střelec · d1 bílý dáma · f1 bílý král · g1 bílý věž | a8 černý věž · b8 černý jezdec · c8 černý střelec · e8 černý král · f8 černý střelec · h8 černý věž · a7 černý pěšec · d7 černý pěšec · f7 černý pěšec · g7 černý pěšec · h7 černý pěšec · c6 černý pěšec · f6 černý jezdec · b5 bílý střelec · f5 bílý jezdec · g5 černý dáma · e4 bílý pěšec · f4 černý pěšec · g4 bílý pěšec · d3 bílý pěšec · a2 bílý pěšec · b2 bílý pěšec · c2 bílý pěšec · h2 bílý pěšec · a1 bílý věž · b1 bílý jezdec · c1 bílý střelec · d1 bílý dáma · f1 bílý král · g1 bílý věž | a8 černý věž · b8 černý jezdec · c8 černý střelec · e8 černý král · f8 černý střelec · h8 černý věž · a7 černý pěšec · d7 černý pěšec · f7 černý pěšec · g7 černý pěšec · h7 černý pěšec · c6 černý pěšec · f6 černý jezdec · b5 bílý střelec · f5 bílý jezdec · g5 černý dáma · e4 bílý pěšec · f4 černý pěšec · g4 bílý pěšec · d3 bílý pěšec · a2 bílý pěšec · b2 bílý pěšec · c2 bílý pěšec · h2 bílý pěšec · a1 bílý věž · b1 bílý jezdec · c1 bílý střelec · d1 bílý dáma · f1 bílý král · g1 bílý věž | a8 černý věž · b8 černý jezdec · c8 černý střelec · e8 černý král · f8 černý střelec · h8 černý věž · a7 černý pěšec · d7 černý pěšec · f7 černý pěšec · g7 černý pěšec · h7 černý pěšec · c6 černý pěšec · f6 černý jezdec · b5 bílý střelec · f5 bílý jezdec · g5 černý dáma · e4 bílý pěšec · f4 černý pěšec · g4 bílý pěšec · d3 bílý pěšec · a2 bílý pěšec · b2 bílý pěšec · c2 bílý pěšec · h2 bílý pěšec · a1 bílý věž · b1 bílý jezdec · c1 bílý střelec · d1 bílý dáma · f1 bílý král · g1 bílý věž | a8 černý věž · b8 černý jezdec · c8 černý střelec · e8 černý král · f8 černý střelec · h8 černý věž · a7 černý pěšec · d7 černý pěšec · f7 černý pěšec · g7 černý pěšec · h7 černý pěšec · c6 černý pěšec · f6 černý jezdec · b5 bílý střelec · f5 bílý jezdec · g5 černý dáma · e4 bílý pěšec · f4 černý pěšec · g4 bílý pěšec · d3 bílý pěšec · a2 bílý pěšec · b2 bílý pěšec · c2 bílý pěšec · h2 bílý pěšec · a1 bílý věž · b1 bílý jezdec · c1 bílý střelec · d1 bílý dáma · f1 bílý král · g1 bílý věž | a8 černý věž · b8 černý jezdec · c8 černý střelec · e8 černý král · f8 černý střelec · h8 černý věž · a7 černý pěšec · d7 černý pěšec · f7 černý pěšec · g7 černý pěšec · h7 černý pěšec · c6 černý pěšec · f6 černý jezdec · b5 bílý střelec · f5 bílý jezdec · g5 černý dáma · e4 bílý pěšec · f4 černý pěšec · g4 bílý pěšec · d3 bílý pěšec · a2 bílý pěšec · b2 bílý pěšec · c2 bílý pěšec · h2 bílý pěšec · a1 bílý věž · b1 bílý jezdec · c1 bílý střelec · d1 bílý dáma · f1 bílý král · g1 bílý věž | a8 černý věž · b8 černý jezdec · c8 černý střelec · e8 černý král · f8 černý střelec · h8 černý věž · a7 černý pěšec · d7 černý pěšec · f7 černý pěšec · g7 černý pěšec · h7 černý pěšec · c6 černý pěšec · f6 černý jezdec · b5 bílý střelec · f5 bílý jezdec · g5 černý dáma · e4 bílý pěšec · f4 černý pěšec · g4 bílý pěšec · d3 bílý pěšec · a2 bílý pěšec · b2 bílý pěšec · c2 bílý pěšec · h2 bílý pěšec · a1 bílý věž · b1 bílý jezdec · c1 bílý střelec · d1 bílý dáma · f1 bílý král · g1 bílý věž | 5 |
| 4 | a8 černý věž · b8 černý jezdec · c8 černý střelec · e8 černý král · f8 černý střelec · h8 černý věž · a7 černý pěšec · d7 černý pěšec · f7 černý pěšec · g7 černý pěšec · h7 černý pěšec · c6 černý pěšec · f6 černý jezdec · b5 bílý střelec · f5 bílý jezdec · g5 černý dáma · e4 bílý pěšec · f4 černý pěšec · g4 bílý pěšec · d3 bílý pěšec · a2 bílý pěšec · b2 bílý pěšec · c2 bílý pěšec · h2 bílý pěšec · a1 bílý věž · b1 bílý jezdec · c1 bílý střelec · d1 bílý dáma · f1 bílý král · g1 bílý věž | a8 černý věž · b8 černý jezdec · c8 černý střelec · e8 černý král · f8 černý střelec · h8 černý věž · a7 černý pěšec · d7 černý pěšec · f7 černý pěšec · g7 černý pěšec · h7 černý pěšec · c6 černý pěšec · f6 černý jezdec · b5 bílý střelec · f5 bílý jezdec · g5 černý dáma · e4 bílý pěšec · f4 černý pěšec · g4 bílý pěšec · d3 bílý pěšec · a2 bílý pěšec · b2 bílý pěšec · c2 bílý pěšec · h2 bílý pěšec · a1 bílý věž · b1 bílý jezdec · c1 bílý střelec · d1 bílý dáma · f1 bílý král · g1 bílý věž | a8 černý věž · b8 černý jezdec · c8 černý střelec · e8 černý král · f8 černý střelec · h8 černý věž · a7 černý pěšec · d7 černý pěšec · f7 černý pěšec · g7 černý pěšec · h7 černý pěšec · c6 černý pěšec · f6 černý jezdec · b5 bílý střelec · f5 bílý jezdec · g5 černý dáma · e4 bílý pěšec · f4 černý pěšec · g4 bílý pěšec · d3 bílý pěšec · a2 bílý pěšec · b2 bílý pěšec · c2 bílý pěšec · h2 bílý pěšec · a1 bílý věž · b1 bílý jezdec · c1 bílý střelec · d1 bílý dáma · f1 bílý král · g1 bílý věž | a8 černý věž · b8 černý jezdec · c8 černý střelec · e8 černý král · f8 černý střelec · h8 černý věž · a7 černý pěšec · d7 černý pěšec · f7 černý pěšec · g7 černý pěšec · h7 černý pěšec · c6 černý pěšec · f6 černý jezdec · b5 bílý střelec · f5 bílý jezdec · g5 černý dáma · e4 bílý pěšec · f4 černý pěšec · g4 bílý pěšec · d3 bílý pěšec · a2 bílý pěšec · b2 bílý pěšec · c2 bílý pěšec · h2 bílý pěšec · a1 bílý věž · b1 bílý jezdec · c1 bílý střelec · d1 bílý dáma · f1 bílý král · g1 bílý věž | a8 černý věž · b8 černý jezdec · c8 černý střelec · e8 černý král · f8 černý střelec · h8 černý věž · a7 černý pěšec · d7 černý pěšec · f7 černý pěšec · g7 černý pěšec · h7 černý pěšec · c6 černý pěšec · f6 černý jezdec · b5 bílý střelec · f5 bílý jezdec · g5 černý dáma · e4 bílý pěšec · f4 černý pěšec · g4 bílý pěšec · d3 bílý pěšec · a2 bílý pěšec · b2 bílý pěšec · c2 bílý pěšec · h2 bílý pěšec · a1 bílý věž · b1 bílý jezdec · c1 bílý střelec · d1 bílý dáma · f1 bílý král · g1 bílý věž | a8 černý věž · b8 černý jezdec · c8 černý střelec · e8 černý král · f8 černý střelec · h8 černý věž · a7 černý pěšec · d7 černý pěšec · f7 černý pěšec · g7 černý pěšec · h7 černý pěšec · c6 černý pěšec · f6 černý jezdec · b5 bílý střelec · f5 bílý jezdec · g5 černý dáma · e4 bílý pěšec · f4 černý pěšec · g4 bílý pěšec · d3 bílý pěšec · a2 bílý pěšec · b2 bílý pěšec · c2 bílý pěšec · h2 bílý pěšec · a1 bílý věž · b1 bílý jezdec · c1 bílý střelec · d1 bílý dáma · f1 bílý král · g1 bílý věž | a8 černý věž · b8 černý jezdec · c8 černý střelec · e8 černý král · f8 černý střelec · h8 černý věž · a7 černý pěšec · d7 černý pěšec · f7 černý pěšec · g7 černý pěšec · h7 černý pěšec · c6 černý pěšec · f6 černý jezdec · b5 bílý střelec · f5 bílý jezdec · g5 černý dáma · e4 bílý pěšec · f4 černý pěšec · g4 bílý pěšec · d3 bílý pěšec · a2 bílý pěšec · b2 bílý pěšec · c2 bílý pěšec · h2 bílý pěšec · a1 bílý věž · b1 bílý jezdec · c1 bílý střelec · d1 bílý dáma · f1 bílý král · g1 bílý věž | a8 černý věž · b8 černý jezdec · c8 černý střelec · e8 černý král · f8 černý střelec · h8 černý věž · a7 černý pěšec · d7 černý pěšec · f7 černý pěšec · g7 černý pěšec · h7 černý pěšec · c6 černý pěšec · f6 černý jezdec · b5 bílý střelec · f5 bílý jezdec · g5 černý dáma · e4 bílý pěšec · f4 černý pěšec · g4 bílý pěšec · d3 bílý pěšec · a2 bílý pěšec · b2 bílý pěšec · c2 bílý pěšec · h2 bílý pěšec · a1 bílý věž · b1 bílý jezdec · c1 bílý střelec · d1 bílý dáma · f1 bílý král · g1 bílý věž | 4 |
| 3 | a8 černý věž · b8 černý jezdec · c8 černý střelec · e8 černý král · f8 černý střelec · h8 černý věž · a7 černý pěšec · d7 černý pěšec · f7 černý pěšec · g7 černý pěšec · h7 černý pěšec · c6 černý pěšec · f6 černý jezdec · b5 bílý střelec · f5 bílý jezdec · g5 černý dáma · e4 bílý pěšec · f4 černý pěšec · g4 bílý pěšec · d3 bílý pěšec · a2 bílý pěšec · b2 bílý pěšec · c2 bílý pěšec · h2 bílý pěšec · a1 bílý věž · b1 bílý jezdec · c1 bílý střelec · d1 bílý dáma · f1 bílý král · g1 bílý věž | a8 černý věž · b8 černý jezdec · c8 černý střelec · e8 černý král · f8 černý střelec · h8 černý věž · a7 černý pěšec · d7 černý pěšec · f7 černý pěšec · g7 černý pěšec · h7 černý pěšec · c6 černý pěšec · f6 černý jezdec · b5 bílý střelec · f5 bílý jezdec · g5 černý dáma · e4 bílý pěšec · f4 černý pěšec · g4 bílý pěšec · d3 bílý pěšec · a2 bílý pěšec · b2 bílý pěšec · c2 bílý pěšec · h2 bílý pěšec · a1 bílý věž · b1 bílý jezdec · c1 bílý střelec · d1 bílý dáma · f1 bílý král · g1 bílý věž | a8 černý věž · b8 černý jezdec · c8 černý střelec · e8 černý král · f8 černý střelec · h8 černý věž · a7 černý pěšec · d7 černý pěšec · f7 černý pěšec · g7 černý pěšec · h7 černý pěšec · c6 černý pěšec · f6 černý jezdec · b5 bílý střelec · f5 bílý jezdec · g5 černý dáma · e4 bílý pěšec · f4 černý pěšec · g4 bílý pěšec · d3 bílý pěšec · a2 bílý pěšec · b2 bílý pěšec · c2 bílý pěšec · h2 bílý pěšec · a1 bílý věž · b1 bílý jezdec · c1 bílý střelec · d1 bílý dáma · f1 bílý král · g1 bílý věž | a8 černý věž · b8 černý jezdec · c8 černý střelec · e8 černý král · f8 černý střelec · h8 černý věž · a7 černý pěšec · d7 černý pěšec · f7 černý pěšec · g7 černý pěšec · h7 černý pěšec · c6 černý pěšec · f6 černý jezdec · b5 bílý střelec · f5 bílý jezdec · g5 černý dáma · e4 bílý pěšec · f4 černý pěšec · g4 bílý pěšec · d3 bílý pěšec · a2 bílý pěšec · b2 bílý pěšec · c2 bílý pěšec · h2 bílý pěšec · a1 bílý věž · b1 bílý jezdec · c1 bílý střelec · d1 bílý dáma · f1 bílý král · g1 bílý věž | a8 černý věž · b8 černý jezdec · c8 černý střelec · e8 černý král · f8 černý střelec · h8 černý věž · a7 černý pěšec · d7 černý pěšec · f7 černý pěšec · g7 černý pěšec · h7 černý pěšec · c6 černý pěšec · f6 černý jezdec · b5 bílý střelec · f5 bílý jezdec · g5 černý dáma · e4 bílý pěšec · f4 černý pěšec · g4 bílý pěšec · d3 bílý pěšec · a2 bílý pěšec · b2 bílý pěšec · c2 bílý pěšec · h2 bílý pěšec · a1 bílý věž · b1 bílý jezdec · c1 bílý střelec · d1 bílý dáma · f1 bílý král · g1 bílý věž | a8 černý věž · b8 černý jezdec · c8 černý střelec · e8 černý král · f8 černý střelec · h8 černý věž · a7 černý pěšec · d7 černý pěšec · f7 černý pěšec · g7 černý pěšec · h7 černý pěšec · c6 černý pěšec · f6 černý jezdec · b5 bílý střelec · f5 bílý jezdec · g5 černý dáma · e4 bílý pěšec · f4 černý pěšec · g4 bílý pěšec · d3 bílý pěšec · a2 bílý pěšec · b2 bílý pěšec · c2 bílý pěšec · h2 bílý pěšec · a1 bílý věž · b1 bílý jezdec · c1 bílý střelec · d1 bílý dáma · f1 bílý král · g1 bílý věž | a8 černý věž · b8 černý jezdec · c8 černý střelec · e8 černý král · f8 černý střelec · h8 černý věž · a7 černý pěšec · d7 černý pěšec · f7 černý pěšec · g7 černý pěšec · h7 černý pěšec · c6 černý pěšec · f6 černý jezdec · b5 bílý střelec · f5 bílý jezdec · g5 černý dáma · e4 bílý pěšec · f4 černý pěšec · g4 bílý pěšec · d3 bílý pěšec · a2 bílý pěšec · b2 bílý pěšec · c2 bílý pěšec · h2 bílý pěšec · a1 bílý věž · b1 bílý jezdec · c1 bílý střelec · d1 bílý dáma · f1 bílý král · g1 bílý věž | a8 černý věž · b8 černý jezdec · c8 černý střelec · e8 černý král · f8 černý střelec · h8 černý věž · a7 černý pěšec · d7 černý pěšec · f7 černý pěšec · g7 černý pěšec · h7 černý pěšec · c6 černý pěšec · f6 černý jezdec · b5 bílý střelec · f5 bílý jezdec · g5 černý dáma · e4 bílý pěšec · f4 černý pěšec · g4 bílý pěšec · d3 bílý pěšec · a2 bílý pěšec · b2 bílý pěšec · c2 bílý pěšec · h2 bílý pěšec · a1 bílý věž · b1 bílý jezdec · c1 bílý střelec · d1 bílý dáma · f1 bílý král · g1 bílý věž | 3 |
| 2 | a8 černý věž · b8 černý jezdec · c8 černý střelec · e8 černý král · f8 černý střelec · h8 černý věž · a7 černý pěšec · d7 černý pěšec · f7 černý pěšec · g7 černý pěšec · h7 černý pěšec · c6 černý pěšec · f6 černý jezdec · b5 bílý střelec · f5 bílý jezdec · g5 černý dáma · e4 bílý pěšec · f4 černý pěšec · g4 bílý pěšec · d3 bílý pěšec · a2 bílý pěšec · b2 bílý pěšec · c2 bílý pěšec · h2 bílý pěšec · a1 bílý věž · b1 bílý jezdec · c1 bílý střelec · d1 bílý dáma · f1 bílý král · g1 bílý věž | a8 černý věž · b8 černý jezdec · c8 černý střelec · e8 černý král · f8 černý střelec · h8 černý věž · a7 černý pěšec · d7 černý pěšec · f7 černý pěšec · g7 černý pěšec · h7 černý pěšec · c6 černý pěšec · f6 černý jezdec · b5 bílý střelec · f5 bílý jezdec · g5 černý dáma · e4 bílý pěšec · f4 černý pěšec · g4 bílý pěšec · d3 bílý pěšec · a2 bílý pěšec · b2 bílý pěšec · c2 bílý pěšec · h2 bílý pěšec · a1 bílý věž · b1 bílý jezdec · c1 bílý střelec · d1 bílý dáma · f1 bílý král · g1 bílý věž | a8 černý věž · b8 černý jezdec · c8 černý střelec · e8 černý král · f8 černý střelec · h8 černý věž · a7 černý pěšec · d7 černý pěšec · f7 černý pěšec · g7 černý pěšec · h7 černý pěšec · c6 černý pěšec · f6 černý jezdec · b5 bílý střelec · f5 bílý jezdec · g5 černý dáma · e4 bílý pěšec · f4 černý pěšec · g4 bílý pěšec · d3 bílý pěšec · a2 bílý pěšec · b2 bílý pěšec · c2 bílý pěšec · h2 bílý pěšec · a1 bílý věž · b1 bílý jezdec · c1 bílý střelec · d1 bílý dáma · f1 bílý král · g1 bílý věž | a8 černý věž · b8 černý jezdec · c8 černý střelec · e8 černý král · f8 černý střelec · h8 černý věž · a7 černý pěšec · d7 černý pěšec · f7 černý pěšec · g7 černý pěšec · h7 černý pěšec · c6 černý pěšec · f6 černý jezdec · b5 bílý střelec · f5 bílý jezdec · g5 černý dáma · e4 bílý pěšec · f4 černý pěšec · g4 bílý pěšec · d3 bílý pěšec · a2 bílý pěšec · b2 bílý pěšec · c2 bílý pěšec · h2 bílý pěšec · a1 bílý věž · b1 bílý jezdec · c1 bílý střelec · d1 bílý dáma · f1 bílý král · g1 bílý věž | a8 černý věž · b8 černý jezdec · c8 černý střelec · e8 černý král · f8 černý střelec · h8 černý věž · a7 černý pěšec · d7 černý pěšec · f7 černý pěšec · g7 černý pěšec · h7 černý pěšec · c6 černý pěšec · f6 černý jezdec · b5 bílý střelec · f5 bílý jezdec · g5 černý dáma · e4 bílý pěšec · f4 černý pěšec · g4 bílý pěšec · d3 bílý pěšec · a2 bílý pěšec · b2 bílý pěšec · c2 bílý pěšec · h2 bílý pěšec · a1 bílý věž · b1 bílý jezdec · c1 bílý střelec · d1 bílý dáma · f1 bílý král · g1 bílý věž | a8 černý věž · b8 černý jezdec · c8 černý střelec · e8 černý král · f8 černý střelec · h8 černý věž · a7 černý pěšec · d7 černý pěšec · f7 černý pěšec · g7 černý pěšec · h7 černý pěšec · c6 černý pěšec · f6 černý jezdec · b5 bílý střelec · f5 bílý jezdec · g5 černý dáma · e4 bílý pěšec · f4 černý pěšec · g4 bílý pěšec · d3 bílý pěšec · a2 bílý pěšec · b2 bílý pěšec · c2 bílý pěšec · h2 bílý pěšec · a1 bílý věž · b1 bílý jezdec · c1 bílý střelec · d1 bílý dáma · f1 bílý král · g1 bílý věž | a8 černý věž · b8 černý jezdec · c8 černý střelec · e8 černý král · f8 černý střelec · h8 černý věž · a7 černý pěšec · d7 černý pěšec · f7 černý pěšec · g7 černý pěšec · h7 černý pěšec · c6 černý pěšec · f6 černý jezdec · b5 bílý střelec · f5 bílý jezdec · g5 černý dáma · e4 bílý pěšec · f4 černý pěšec · g4 bílý pěšec · d3 bílý pěšec · a2 bílý pěšec · b2 bílý pěšec · c2 bílý pěšec · h2 bílý pěšec · a1 bílý věž · b1 bílý jezdec · c1 bílý střelec · d1 bílý dáma · f1 bílý král · g1 bílý věž | a8 černý věž · b8 černý jezdec · c8 černý střelec · e8 černý král · f8 černý střelec · h8 černý věž · a7 černý pěšec · d7 černý pěšec · f7 černý pěšec · g7 černý pěšec · h7 černý pěšec · c6 černý pěšec · f6 černý jezdec · b5 bílý střelec · f5 bílý jezdec · g5 černý dáma · e4 bílý pěšec · f4 černý pěšec · g4 bílý pěšec · d3 bílý pěšec · a2 bílý pěšec · b2 bílý pěšec · c2 bílý pěšec · h2 bílý pěšec · a1 bílý věž · b1 bílý jezdec · c1 bílý střelec · d1 bílý dáma · f1 bílý král · g1 bílý věž | 2 |
| 1 | a8 černý věž · b8 černý jezdec · c8 černý střelec · e8 černý král · f8 černý střelec · h8 černý věž · a7 černý pěšec · d7 černý pěšec · f7 černý pěšec · g7 černý pěšec · h7 černý pěšec · c6 černý pěšec · f6 černý jezdec · b5 bílý střelec · f5 bílý jezdec · g5 černý dáma · e4 bílý pěšec · f4 černý pěšec · g4 bílý pěšec · d3 bílý pěšec · a2 bílý pěšec · b2 bílý pěšec · c2 bílý pěšec · h2 bílý pěšec · a1 bílý věž · b1 bílý jezdec · c1 bílý střelec · d1 bílý dáma · f1 bílý král · g1 bílý věž | a8 černý věž · b8 černý jezdec · c8 černý střelec · e8 černý král · f8 černý střelec · h8 černý věž · a7 černý pěšec · d7 černý pěšec · f7 černý pěšec · g7 černý pěšec · h7 černý pěšec · c6 černý pěšec · f6 černý jezdec · b5 bílý střelec · f5 bílý jezdec · g5 černý dáma · e4 bílý pěšec · f4 černý pěšec · g4 bílý pěšec · d3 bílý pěšec · a2 bílý pěšec · b2 bílý pěšec · c2 bílý pěšec · h2 bílý pěšec · a1 bílý věž · b1 bílý jezdec · c1 bílý střelec · d1 bílý dáma · f1 bílý král · g1 bílý věž | a8 černý věž · b8 černý jezdec · c8 černý střelec · e8 černý král · f8 černý střelec · h8 černý věž · a7 černý pěšec · d7 černý pěšec · f7 černý pěšec · g7 černý pěšec · h7 černý pěšec · c6 černý pěšec · f6 černý jezdec · b5 bílý střelec · f5 bílý jezdec · g5 černý dáma · e4 bílý pěšec · f4 černý pěšec · g4 bílý pěšec · d3 bílý pěšec · a2 bílý pěšec · b2 bílý pěšec · c2 bílý pěšec · h2 bílý pěšec · a1 bílý věž · b1 bílý jezdec · c1 bílý střelec · d1 bílý dáma · f1 bílý král · g1 bílý věž | a8 černý věž · b8 černý jezdec · c8 černý střelec · e8 černý král · f8 černý střelec · h8 černý věž · a7 černý pěšec · d7 černý pěšec · f7 černý pěšec · g7 černý pěšec · h7 černý pěšec · c6 černý pěšec · f6 černý jezdec · b5 bílý střelec · f5 bílý jezdec · g5 černý dáma · e4 bílý pěšec · f4 černý pěšec · g4 bílý pěšec · d3 bílý pěšec · a2 bílý pěšec · b2 bílý pěšec · c2 bílý pěšec · h2 bílý pěšec · a1 bílý věž · b1 bílý jezdec · c1 bílý střelec · d1 bílý dáma · f1 bílý král · g1 bílý věž | a8 černý věž · b8 černý jezdec · c8 černý střelec · e8 černý král · f8 černý střelec · h8 černý věž · a7 černý pěšec · d7 černý pěšec · f7 černý pěšec · g7 černý pěšec · h7 černý pěšec · c6 černý pěšec · f6 černý jezdec · b5 bílý střelec · f5 bílý jezdec · g5 černý dáma · e4 bílý pěšec · f4 černý pěšec · g4 bílý pěšec · d3 bílý pěšec · a2 bílý pěšec · b2 bílý pěšec · c2 bílý pěšec · h2 bílý pěšec · a1 bílý věž · b1 bílý jezdec · c1 bílý střelec · d1 bílý dáma · f1 bílý král · g1 bílý věž | a8 černý věž · b8 černý jezdec · c8 černý střelec · e8 černý král · f8 černý střelec · h8 černý věž · a7 černý pěšec · d7 černý pěšec · f7 černý pěšec · g7 černý pěšec · h7 černý pěšec · c6 černý pěšec · f6 černý jezdec · b5 bílý střelec · f5 bílý jezdec · g5 černý dáma · e4 bílý pěšec · f4 černý pěšec · g4 bílý pěšec · d3 bílý pěšec · a2 bílý pěšec · b2 bílý pěšec · c2 bílý pěšec · h2 bílý pěšec · a1 bílý věž · b1 bílý jezdec · c1 bílý střelec · d1 bílý dáma · f1 bílý král · g1 bílý věž | a8 černý věž · b8 černý jezdec · c8 černý střelec · e8 černý král · f8 černý střelec · h8 černý věž · a7 černý pěšec · d7 černý pěšec · f7 černý pěšec · g7 černý pěšec · h7 černý pěšec · c6 černý pěšec · f6 černý jezdec · b5 bílý střelec · f5 bílý jezdec · g5 černý dáma · e4 bílý pěšec · f4 černý pěšec · g4 bílý pěšec · d3 bílý pěšec · a2 bílý pěšec · b2 bílý pěšec · c2 bílý pěšec · h2 bílý pěšec · a1 bílý věž · b1 bílý jezdec · c1 bílý střelec · d1 bílý dáma · f1 bílý král · g1 bílý věž | a8 černý věž · b8 černý jezdec · c8 černý střelec · e8 černý král · f8 černý střelec · h8 černý věž · a7 černý pěšec · d7 černý pěšec · f7 černý pěšec · g7 černý pěšec · h7 černý pěšec · c6 černý pěšec · f6 černý jezdec · b5 bílý střelec · f5 bílý jezdec · g5 černý dáma · e4 bílý pěšec · f4 černý pěšec · g4 bílý pěšec · d3 bílý pěšec · a2 bílý pěšec · b2 bílý pěšec · c2 bílý pěšec · h2 bílý pěšec · a1 bílý věž · b1 bílý jezdec · c1 bílý střelec · d1 bílý dáma · f1 bílý král · g1 bílý věž | 1 |
|   | a | b | c | d | e | f | g | h |   |

11. Vg1!
Pointa a výhodná oběť figury. Pokud černý přijme, jeho dáma se ocitne mimo hlavní děj, čímž bílý získá náskok ve vývinu.
11. … cxb5?
Velmistr Robert Hübner se domnívá, že tohle byla kritická chyba černého. Černý sice získal materiál, ale ztratil ve vývinu, a to v okamžiku, kdy bílého dobře vyvinuté figury jsou schopny rychle zahájit útok. Hübner místo toho doporučuje 11. … h5!. Po dalším 12. h4 Dg6 13. g5 Jg4 by měl černý obranyschopnou pozici.
12. h4 Dg6 13. h5! Dg5 14. Df3
Černý nyní čelí dvěma hrozbám:
- Sxf4, což by dostalo do pasti černou dámu (která nemá kam jít);
- e5, čímž by byl napaden černý jezdec na f6 a zároveň nechráněná černá věž na a8 by byla vystavena útoku bílé dámy.

14. … Jg8
Hrozby jsou pokryty, ale ztráta černého ve vývinu se dále prohlubuje – jediná černá figura, která nyní není na své počáteční pozici, je dáma. Ta však rovněž bude zahnána na útěk, takže bílý získá kontrolu nad významnou částí šachovnice.
15. Sxf4 Df6?
Černý se měl raději vrátit dámou do základního postavení 15. … Dd8 čímž by ji nevystavoval dalším útokům. I tak by byla jeho pozice již obtížná, náskok bílého ve vývinu je obrovský.
16. Jc3 Sc5?
Napadá bílou věž. I po lepším tahu 16. … Dc6 by bílý tahem 17. Dg3 získal rozhodující převahu.
17. Jd5?
Bílý odpovídá na útok protiútokem. Hrozí hrát Jc7+, což by znamenalo vidličky králi a věži. Podle Richarda Rétiho bylo mnohem lepší hrát 17. d4 a po ústupu střelce 18. Jd5 s rychlou výhrou.
|   | a | b | c | d | e | f | g | h |   |
| 8 | a8 černý věž · b8 černý jezdec · c8 černý střelec · e8 černý král · g8 černý jezdec · h8 černý věž · a7 černý pěšec · d7 černý pěšec · f7 černý pěšec · g7 černý pěšec · h7 černý pěšec · b5 černý pěšec · c5 černý střelec · d5 bílý jezdec · f5 bílý jezdec · h5 bílý pěšec · e4 bílý pěšec · f4 bílý střelec · g4 bílý pěšec · d3 bílý pěšec · f3 bílý dáma · a2 bílý pěšec · b2 černý dáma · c2 bílý pěšec · a1 bílý věž · f1 bílý král · g1 bílý věž | a8 černý věž · b8 černý jezdec · c8 černý střelec · e8 černý král · g8 černý jezdec · h8 černý věž · a7 černý pěšec · d7 černý pěšec · f7 černý pěšec · g7 černý pěšec · h7 černý pěšec · b5 černý pěšec · c5 černý střelec · d5 bílý jezdec · f5 bílý jezdec · h5 bílý pěšec · e4 bílý pěšec · f4 bílý střelec · g4 bílý pěšec · d3 bílý pěšec · f3 bílý dáma · a2 bílý pěšec · b2 černý dáma · c2 bílý pěšec · a1 bílý věž · f1 bílý král · g1 bílý věž | a8 černý věž · b8 černý jezdec · c8 černý střelec · e8 černý král · g8 černý jezdec · h8 černý věž · a7 černý pěšec · d7 černý pěšec · f7 černý pěšec · g7 černý pěšec · h7 černý pěšec · b5 černý pěšec · c5 černý střelec · d5 bílý jezdec · f5 bílý jezdec · h5 bílý pěšec · e4 bílý pěšec · f4 bílý střelec · g4 bílý pěšec · d3 bílý pěšec · f3 bílý dáma · a2 bílý pěšec · b2 černý dáma · c2 bílý pěšec · a1 bílý věž · f1 bílý král · g1 bílý věž | a8 černý věž · b8 černý jezdec · c8 černý střelec · e8 černý král · g8 černý jezdec · h8 černý věž · a7 černý pěšec · d7 černý pěšec · f7 černý pěšec · g7 černý pěšec · h7 černý pěšec · b5 černý pěšec · c5 černý střelec · d5 bílý jezdec · f5 bílý jezdec · h5 bílý pěšec · e4 bílý pěšec · f4 bílý střelec · g4 bílý pěšec · d3 bílý pěšec · f3 bílý dáma · a2 bílý pěšec · b2 černý dáma · c2 bílý pěšec · a1 bílý věž · f1 bílý král · g1 bílý věž | a8 černý věž · b8 černý jezdec · c8 černý střelec · e8 černý král · g8 černý jezdec · h8 černý věž · a7 černý pěšec · d7 černý pěšec · f7 černý pěšec · g7 černý pěšec · h7 černý pěšec · b5 černý pěšec · c5 černý střelec · d5 bílý jezdec · f5 bílý jezdec · h5 bílý pěšec · e4 bílý pěšec · f4 bílý střelec · g4 bílý pěšec · d3 bílý pěšec · f3 bílý dáma · a2 bílý pěšec · b2 černý dáma · c2 bílý pěšec · a1 bílý věž · f1 bílý král · g1 bílý věž | a8 černý věž · b8 černý jezdec · c8 černý střelec · e8 černý král · g8 černý jezdec · h8 černý věž · a7 černý pěšec · d7 černý pěšec · f7 černý pěšec · g7 černý pěšec · h7 černý pěšec · b5 černý pěšec · c5 černý střelec · d5 bílý jezdec · f5 bílý jezdec · h5 bílý pěšec · e4 bílý pěšec · f4 bílý střelec · g4 bílý pěšec · d3 bílý pěšec · f3 bílý dáma · a2 bílý pěšec · b2 černý dáma · c2 bílý pěšec · a1 bílý věž · f1 bílý král · g1 bílý věž | a8 černý věž · b8 černý jezdec · c8 černý střelec · e8 černý král · g8 černý jezdec · h8 černý věž · a7 černý pěšec · d7 černý pěšec · f7 černý pěšec · g7 černý pěšec · h7 černý pěšec · b5 černý pěšec · c5 černý střelec · d5 bílý jezdec · f5 bílý jezdec · h5 bílý pěšec · e4 bílý pěšec · f4 bílý střelec · g4 bílý pěšec · d3 bílý pěšec · f3 bílý dáma · a2 bílý pěšec · b2 černý dáma · c2 bílý pěšec · a1 bílý věž · f1 bílý král · g1 bílý věž | a8 černý věž · b8 černý jezdec · c8 černý střelec · e8 černý král · g8 černý jezdec · h8 černý věž · a7 černý pěšec · d7 černý pěšec · f7 černý pěšec · g7 černý pěšec · h7 černý pěšec · b5 černý pěšec · c5 černý střelec · d5 bílý jezdec · f5 bílý jezdec · h5 bílý pěšec · e4 bílý pěšec · f4 bílý střelec · g4 bílý pěšec · d3 bílý pěšec · f3 bílý dáma · a2 bílý pěšec · b2 černý dáma · c2 bílý pěšec · a1 bílý věž · f1 bílý král · g1 bílý věž | 8 |
| 7 | a8 černý věž · b8 černý jezdec · c8 černý střelec · e8 černý král · g8 černý jezdec · h8 černý věž · a7 černý pěšec · d7 černý pěšec · f7 černý pěšec · g7 černý pěšec · h7 černý pěšec · b5 černý pěšec · c5 černý střelec · d5 bílý jezdec · f5 bílý jezdec · h5 bílý pěšec · e4 bílý pěšec · f4 bílý střelec · g4 bílý pěšec · d3 bílý pěšec · f3 bílý dáma · a2 bílý pěšec · b2 černý dáma · c2 bílý pěšec · a1 bílý věž · f1 bílý král · g1 bílý věž | a8 černý věž · b8 černý jezdec · c8 černý střelec · e8 černý král · g8 černý jezdec · h8 černý věž · a7 černý pěšec · d7 černý pěšec · f7 černý pěšec · g7 černý pěšec · h7 černý pěšec · b5 černý pěšec · c5 černý střelec · d5 bílý jezdec · f5 bílý jezdec · h5 bílý pěšec · e4 bílý pěšec · f4 bílý střelec · g4 bílý pěšec · d3 bílý pěšec · f3 bílý dáma · a2 bílý pěšec · b2 černý dáma · c2 bílý pěšec · a1 bílý věž · f1 bílý král · g1 bílý věž | a8 černý věž · b8 černý jezdec · c8 černý střelec · e8 černý král · g8 černý jezdec · h8 černý věž · a7 černý pěšec · d7 černý pěšec · f7 černý pěšec · g7 černý pěšec · h7 černý pěšec · b5 černý pěšec · c5 černý střelec · d5 bílý jezdec · f5 bílý jezdec · h5 bílý pěšec · e4 bílý pěšec · f4 bílý střelec · g4 bílý pěšec · d3 bílý pěšec · f3 bílý dáma · a2 bílý pěšec · b2 černý dáma · c2 bílý pěšec · a1 bílý věž · f1 bílý král · g1 bílý věž | a8 černý věž · b8 černý jezdec · c8 černý střelec · e8 černý král · g8 černý jezdec · h8 černý věž · a7 černý pěšec · d7 černý pěšec · f7 černý pěšec · g7 černý pěšec · h7 černý pěšec · b5 černý pěšec · c5 černý střelec · d5 bílý jezdec · f5 bílý jezdec · h5 bílý pěšec · e4 bílý pěšec · f4 bílý střelec · g4 bílý pěšec · d3 bílý pěšec · f3 bílý dáma · a2 bílý pěšec · b2 černý dáma · c2 bílý pěšec · a1 bílý věž · f1 bílý král · g1 bílý věž | a8 černý věž · b8 černý jezdec · c8 černý střelec · e8 černý král · g8 černý jezdec · h8 černý věž · a7 černý pěšec · d7 černý pěšec · f7 černý pěšec · g7 černý pěšec · h7 černý pěšec · b5 černý pěšec · c5 černý střelec · d5 bílý jezdec · f5 bílý jezdec · h5 bílý pěšec · e4 bílý pěšec · f4 bílý střelec · g4 bílý pěšec · d3 bílý pěšec · f3 bílý dáma · a2 bílý pěšec · b2 černý dáma · c2 bílý pěšec · a1 bílý věž · f1 bílý král · g1 bílý věž | a8 černý věž · b8 černý jezdec · c8 černý střelec · e8 černý král · g8 černý jezdec · h8 černý věž · a7 černý pěšec · d7 černý pěšec · f7 černý pěšec · g7 černý pěšec · h7 černý pěšec · b5 černý pěšec · c5 černý střelec · d5 bílý jezdec · f5 bílý jezdec · h5 bílý pěšec · e4 bílý pěšec · f4 bílý střelec · g4 bílý pěšec · d3 bílý pěšec · f3 bílý dáma · a2 bílý pěšec · b2 černý dáma · c2 bílý pěšec · a1 bílý věž · f1 bílý král · g1 bílý věž | a8 černý věž · b8 černý jezdec · c8 černý střelec · e8 černý král · g8 černý jezdec · h8 černý věž · a7 černý pěšec · d7 černý pěšec · f7 černý pěšec · g7 černý pěšec · h7 černý pěšec · b5 černý pěšec · c5 černý střelec · d5 bílý jezdec · f5 bílý jezdec · h5 bílý pěšec · e4 bílý pěšec · f4 bílý střelec · g4 bílý pěšec · d3 bílý pěšec · f3 bílý dáma · a2 bílý pěšec · b2 černý dáma · c2 bílý pěšec · a1 bílý věž · f1 bílý král · g1 bílý věž | a8 černý věž · b8 černý jezdec · c8 černý střelec · e8 černý král · g8 černý jezdec · h8 černý věž · a7 černý pěšec · d7 černý pěšec · f7 černý pěšec · g7 černý pěšec · h7 černý pěšec · b5 černý pěšec · c5 černý střelec · d5 bílý jezdec · f5 bílý jezdec · h5 bílý pěšec · e4 bílý pěšec · f4 bílý střelec · g4 bílý pěšec · d3 bílý pěšec · f3 bílý dáma · a2 bílý pěšec · b2 černý dáma · c2 bílý pěšec · a1 bílý věž · f1 bílý král · g1 bílý věž | 7 |
| 6 | a8 černý věž · b8 černý jezdec · c8 černý střelec · e8 černý král · g8 černý jezdec · h8 černý věž · a7 černý pěšec · d7 černý pěšec · f7 černý pěšec · g7 černý pěšec · h7 černý pěšec · b5 černý pěšec · c5 černý střelec · d5 bílý jezdec · f5 bílý jezdec · h5 bílý pěšec · e4 bílý pěšec · f4 bílý střelec · g4 bílý pěšec · d3 bílý pěšec · f3 bílý dáma · a2 bílý pěšec · b2 černý dáma · c2 bílý pěšec · a1 bílý věž · f1 bílý král · g1 bílý věž | a8 černý věž · b8 černý jezdec · c8 černý střelec · e8 černý král · g8 černý jezdec · h8 černý věž · a7 černý pěšec · d7 černý pěšec · f7 černý pěšec · g7 černý pěšec · h7 černý pěšec · b5 černý pěšec · c5 černý střelec · d5 bílý jezdec · f5 bílý jezdec · h5 bílý pěšec · e4 bílý pěšec · f4 bílý střelec · g4 bílý pěšec · d3 bílý pěšec · f3 bílý dáma · a2 bílý pěšec · b2 černý dáma · c2 bílý pěšec · a1 bílý věž · f1 bílý král · g1 bílý věž | a8 černý věž · b8 černý jezdec · c8 černý střelec · e8 černý král · g8 černý jezdec · h8 černý věž · a7 černý pěšec · d7 černý pěšec · f7 černý pěšec · g7 černý pěšec · h7 černý pěšec · b5 černý pěšec · c5 černý střelec · d5 bílý jezdec · f5 bílý jezdec · h5 bílý pěšec · e4 bílý pěšec · f4 bílý střelec · g4 bílý pěšec · d3 bílý pěšec · f3 bílý dáma · a2 bílý pěšec · b2 černý dáma · c2 bílý pěšec · a1 bílý věž · f1 bílý král · g1 bílý věž | a8 černý věž · b8 černý jezdec · c8 černý střelec · e8 černý král · g8 černý jezdec · h8 černý věž · a7 černý pěšec · d7 černý pěšec · f7 černý pěšec · g7 černý pěšec · h7 černý pěšec · b5 černý pěšec · c5 černý střelec · d5 bílý jezdec · f5 bílý jezdec · h5 bílý pěšec · e4 bílý pěšec · f4 bílý střelec · g4 bílý pěšec · d3 bílý pěšec · f3 bílý dáma · a2 bílý pěšec · b2 černý dáma · c2 bílý pěšec · a1 bílý věž · f1 bílý král · g1 bílý věž | a8 černý věž · b8 černý jezdec · c8 černý střelec · e8 černý král · g8 černý jezdec · h8 černý věž · a7 černý pěšec · d7 černý pěšec · f7 černý pěšec · g7 černý pěšec · h7 černý pěšec · b5 černý pěšec · c5 černý střelec · d5 bílý jezdec · f5 bílý jezdec · h5 bílý pěšec · e4 bílý pěšec · f4 bílý střelec · g4 bílý pěšec · d3 bílý pěšec · f3 bílý dáma · a2 bílý pěšec · b2 černý dáma · c2 bílý pěšec · a1 bílý věž · f1 bílý král · g1 bílý věž | a8 černý věž · b8 černý jezdec · c8 černý střelec · e8 černý král · g8 černý jezdec · h8 černý věž · a7 černý pěšec · d7 černý pěšec · f7 černý pěšec · g7 černý pěšec · h7 černý pěšec · b5 černý pěšec · c5 černý střelec · d5 bílý jezdec · f5 bílý jezdec · h5 bílý pěšec · e4 bílý pěšec · f4 bílý střelec · g4 bílý pěšec · d3 bílý pěšec · f3 bílý dáma · a2 bílý pěšec · b2 černý dáma · c2 bílý pěšec · a1 bílý věž · f1 bílý král · g1 bílý věž | a8 černý věž · b8 černý jezdec · c8 černý střelec · e8 černý král · g8 černý jezdec · h8 černý věž · a7 černý pěšec · d7 černý pěšec · f7 černý pěšec · g7 černý pěšec · h7 černý pěšec · b5 černý pěšec · c5 černý střelec · d5 bílý jezdec · f5 bílý jezdec · h5 bílý pěšec · e4 bílý pěšec · f4 bílý střelec · g4 bílý pěšec · d3 bílý pěšec · f3 bílý dáma · a2 bílý pěšec · b2 černý dáma · c2 bílý pěšec · a1 bílý věž · f1 bílý král · g1 bílý věž | a8 černý věž · b8 černý jezdec · c8 černý střelec · e8 černý král · g8 černý jezdec · h8 černý věž · a7 černý pěšec · d7 černý pěšec · f7 černý pěšec · g7 černý pěšec · h7 černý pěšec · b5 černý pěšec · c5 černý střelec · d5 bílý jezdec · f5 bílý jezdec · h5 bílý pěšec · e4 bílý pěšec · f4 bílý střelec · g4 bílý pěšec · d3 bílý pěšec · f3 bílý dáma · a2 bílý pěšec · b2 černý dáma · c2 bílý pěšec · a1 bílý věž · f1 bílý král · g1 bílý věž | 6 |
| 5 | a8 černý věž · b8 černý jezdec · c8 černý střelec · e8 černý král · g8 černý jezdec · h8 černý věž · a7 černý pěšec · d7 černý pěšec · f7 černý pěšec · g7 černý pěšec · h7 černý pěšec · b5 černý pěšec · c5 černý střelec · d5 bílý jezdec · f5 bílý jezdec · h5 bílý pěšec · e4 bílý pěšec · f4 bílý střelec · g4 bílý pěšec · d3 bílý pěšec · f3 bílý dáma · a2 bílý pěšec · b2 černý dáma · c2 bílý pěšec · a1 bílý věž · f1 bílý král · g1 bílý věž | a8 černý věž · b8 černý jezdec · c8 černý střelec · e8 černý král · g8 černý jezdec · h8 černý věž · a7 černý pěšec · d7 černý pěšec · f7 černý pěšec · g7 černý pěšec · h7 černý pěšec · b5 černý pěšec · c5 černý střelec · d5 bílý jezdec · f5 bílý jezdec · h5 bílý pěšec · e4 bílý pěšec · f4 bílý střelec · g4 bílý pěšec · d3 bílý pěšec · f3 bílý dáma · a2 bílý pěšec · b2 černý dáma · c2 bílý pěšec · a1 bílý věž · f1 bílý král · g1 bílý věž | a8 černý věž · b8 černý jezdec · c8 černý střelec · e8 černý král · g8 černý jezdec · h8 černý věž · a7 černý pěšec · d7 černý pěšec · f7 černý pěšec · g7 černý pěšec · h7 černý pěšec · b5 černý pěšec · c5 černý střelec · d5 bílý jezdec · f5 bílý jezdec · h5 bílý pěšec · e4 bílý pěšec · f4 bílý střelec · g4 bílý pěšec · d3 bílý pěšec · f3 bílý dáma · a2 bílý pěšec · b2 černý dáma · c2 bílý pěšec · a1 bílý věž · f1 bílý král · g1 bílý věž | a8 černý věž · b8 černý jezdec · c8 černý střelec · e8 černý král · g8 černý jezdec · h8 černý věž · a7 černý pěšec · d7 černý pěšec · f7 černý pěšec · g7 černý pěšec · h7 černý pěšec · b5 černý pěšec · c5 černý střelec · d5 bílý jezdec · f5 bílý jezdec · h5 bílý pěšec · e4 bílý pěšec · f4 bílý střelec · g4 bílý pěšec · d3 bílý pěšec · f3 bílý dáma · a2 bílý pěšec · b2 černý dáma · c2 bílý pěšec · a1 bílý věž · f1 bílý král · g1 bílý věž | a8 černý věž · b8 černý jezdec · c8 černý střelec · e8 černý král · g8 černý jezdec · h8 černý věž · a7 černý pěšec · d7 černý pěšec · f7 černý pěšec · g7 černý pěšec · h7 černý pěšec · b5 černý pěšec · c5 černý střelec · d5 bílý jezdec · f5 bílý jezdec · h5 bílý pěšec · e4 bílý pěšec · f4 bílý střelec · g4 bílý pěšec · d3 bílý pěšec · f3 bílý dáma · a2 bílý pěšec · b2 černý dáma · c2 bílý pěšec · a1 bílý věž · f1 bílý král · g1 bílý věž | a8 černý věž · b8 černý jezdec · c8 černý střelec · e8 černý král · g8 černý jezdec · h8 černý věž · a7 černý pěšec · d7 černý pěšec · f7 černý pěšec · g7 černý pěšec · h7 černý pěšec · b5 černý pěšec · c5 černý střelec · d5 bílý jezdec · f5 bílý jezdec · h5 bílý pěšec · e4 bílý pěšec · f4 bílý střelec · g4 bílý pěšec · d3 bílý pěšec · f3 bílý dáma · a2 bílý pěšec · b2 černý dáma · c2 bílý pěšec · a1 bílý věž · f1 bílý král · g1 bílý věž | a8 černý věž · b8 černý jezdec · c8 černý střelec · e8 černý král · g8 černý jezdec · h8 černý věž · a7 černý pěšec · d7 černý pěšec · f7 černý pěšec · g7 černý pěšec · h7 černý pěšec · b5 černý pěšec · c5 černý střelec · d5 bílý jezdec · f5 bílý jezdec · h5 bílý pěšec · e4 bílý pěšec · f4 bílý střelec · g4 bílý pěšec · d3 bílý pěšec · f3 bílý dáma · a2 bílý pěšec · b2 černý dáma · c2 bílý pěšec · a1 bílý věž · f1 bílý král · g1 bílý věž | a8 černý věž · b8 černý jezdec · c8 černý střelec · e8 černý král · g8 černý jezdec · h8 černý věž · a7 černý pěšec · d7 černý pěšec · f7 černý pěšec · g7 černý pěšec · h7 černý pěšec · b5 černý pěšec · c5 černý střelec · d5 bílý jezdec · f5 bílý jezdec · h5 bílý pěšec · e4 bílý pěšec · f4 bílý střelec · g4 bílý pěšec · d3 bílý pěšec · f3 bílý dáma · a2 bílý pěšec · b2 černý dáma · c2 bílý pěšec · a1 bílý věž · f1 bílý král · g1 bílý věž | 5 |
| 4 | a8 černý věž · b8 černý jezdec · c8 černý střelec · e8 černý král · g8 černý jezdec · h8 černý věž · a7 černý pěšec · d7 černý pěšec · f7 černý pěšec · g7 černý pěšec · h7 černý pěšec · b5 černý pěšec · c5 černý střelec · d5 bílý jezdec · f5 bílý jezdec · h5 bílý pěšec · e4 bílý pěšec · f4 bílý střelec · g4 bílý pěšec · d3 bílý pěšec · f3 bílý dáma · a2 bílý pěšec · b2 černý dáma · c2 bílý pěšec · a1 bílý věž · f1 bílý král · g1 bílý věž | a8 černý věž · b8 černý jezdec · c8 černý střelec · e8 černý král · g8 černý jezdec · h8 černý věž · a7 černý pěšec · d7 černý pěšec · f7 černý pěšec · g7 černý pěšec · h7 černý pěšec · b5 černý pěšec · c5 černý střelec · d5 bílý jezdec · f5 bílý jezdec · h5 bílý pěšec · e4 bílý pěšec · f4 bílý střelec · g4 bílý pěšec · d3 bílý pěšec · f3 bílý dáma · a2 bílý pěšec · b2 černý dáma · c2 bílý pěšec · a1 bílý věž · f1 bílý král · g1 bílý věž | a8 černý věž · b8 černý jezdec · c8 černý střelec · e8 černý král · g8 černý jezdec · h8 černý věž · a7 černý pěšec · d7 černý pěšec · f7 černý pěšec · g7 černý pěšec · h7 černý pěšec · b5 černý pěšec · c5 černý střelec · d5 bílý jezdec · f5 bílý jezdec · h5 bílý pěšec · e4 bílý pěšec · f4 bílý střelec · g4 bílý pěšec · d3 bílý pěšec · f3 bílý dáma · a2 bílý pěšec · b2 černý dáma · c2 bílý pěšec · a1 bílý věž · f1 bílý král · g1 bílý věž | a8 černý věž · b8 černý jezdec · c8 černý střelec · e8 černý král · g8 černý jezdec · h8 černý věž · a7 černý pěšec · d7 černý pěšec · f7 černý pěšec · g7 černý pěšec · h7 černý pěšec · b5 černý pěšec · c5 černý střelec · d5 bílý jezdec · f5 bílý jezdec · h5 bílý pěšec · e4 bílý pěšec · f4 bílý střelec · g4 bílý pěšec · d3 bílý pěšec · f3 bílý dáma · a2 bílý pěšec · b2 černý dáma · c2 bílý pěšec · a1 bílý věž · f1 bílý král · g1 bílý věž | a8 černý věž · b8 černý jezdec · c8 černý střelec · e8 černý král · g8 černý jezdec · h8 černý věž · a7 černý pěšec · d7 černý pěšec · f7 černý pěšec · g7 černý pěšec · h7 černý pěšec · b5 černý pěšec · c5 černý střelec · d5 bílý jezdec · f5 bílý jezdec · h5 bílý pěšec · e4 bílý pěšec · f4 bílý střelec · g4 bílý pěšec · d3 bílý pěšec · f3 bílý dáma · a2 bílý pěšec · b2 černý dáma · c2 bílý pěšec · a1 bílý věž · f1 bílý král · g1 bílý věž | a8 černý věž · b8 černý jezdec · c8 černý střelec · e8 černý král · g8 černý jezdec · h8 černý věž · a7 černý pěšec · d7 černý pěšec · f7 černý pěšec · g7 černý pěšec · h7 černý pěšec · b5 černý pěšec · c5 černý střelec · d5 bílý jezdec · f5 bílý jezdec · h5 bílý pěšec · e4 bílý pěšec · f4 bílý střelec · g4 bílý pěšec · d3 bílý pěšec · f3 bílý dáma · a2 bílý pěšec · b2 černý dáma · c2 bílý pěšec · a1 bílý věž · f1 bílý král · g1 bílý věž | a8 černý věž · b8 černý jezdec · c8 černý střelec · e8 černý král · g8 černý jezdec · h8 černý věž · a7 černý pěšec · d7 černý pěšec · f7 černý pěšec · g7 černý pěšec · h7 černý pěšec · b5 černý pěšec · c5 černý střelec · d5 bílý jezdec · f5 bílý jezdec · h5 bílý pěšec · e4 bílý pěšec · f4 bílý střelec · g4 bílý pěšec · d3 bílý pěšec · f3 bílý dáma · a2 bílý pěšec · b2 černý dáma · c2 bílý pěšec · a1 bílý věž · f1 bílý král · g1 bílý věž | a8 černý věž · b8 černý jezdec · c8 černý střelec · e8 černý král · g8 černý jezdec · h8 černý věž · a7 černý pěšec · d7 černý pěšec · f7 černý pěšec · g7 černý pěšec · h7 černý pěšec · b5 černý pěšec · c5 černý střelec · d5 bílý jezdec · f5 bílý jezdec · h5 bílý pěšec · e4 bílý pěšec · f4 bílý střelec · g4 bílý pěšec · d3 bílý pěšec · f3 bílý dáma · a2 bílý pěšec · b2 černý dáma · c2 bílý pěšec · a1 bílý věž · f1 bílý král · g1 bílý věž | 4 |
| 3 | a8 černý věž · b8 černý jezdec · c8 černý střelec · e8 černý král · g8 černý jezdec · h8 černý věž · a7 černý pěšec · d7 černý pěšec · f7 černý pěšec · g7 černý pěšec · h7 černý pěšec · b5 černý pěšec · c5 černý střelec · d5 bílý jezdec · f5 bílý jezdec · h5 bílý pěšec · e4 bílý pěšec · f4 bílý střelec · g4 bílý pěšec · d3 bílý pěšec · f3 bílý dáma · a2 bílý pěšec · b2 černý dáma · c2 bílý pěšec · a1 bílý věž · f1 bílý král · g1 bílý věž | a8 černý věž · b8 černý jezdec · c8 černý střelec · e8 černý král · g8 černý jezdec · h8 černý věž · a7 černý pěšec · d7 černý pěšec · f7 černý pěšec · g7 černý pěšec · h7 černý pěšec · b5 černý pěšec · c5 černý střelec · d5 bílý jezdec · f5 bílý jezdec · h5 bílý pěšec · e4 bílý pěšec · f4 bílý střelec · g4 bílý pěšec · d3 bílý pěšec · f3 bílý dáma · a2 bílý pěšec · b2 černý dáma · c2 bílý pěšec · a1 bílý věž · f1 bílý král · g1 bílý věž | a8 černý věž · b8 černý jezdec · c8 černý střelec · e8 černý král · g8 černý jezdec · h8 černý věž · a7 černý pěšec · d7 černý pěšec · f7 černý pěšec · g7 černý pěšec · h7 černý pěšec · b5 černý pěšec · c5 černý střelec · d5 bílý jezdec · f5 bílý jezdec · h5 bílý pěšec · e4 bílý pěšec · f4 bílý střelec · g4 bílý pěšec · d3 bílý pěšec · f3 bílý dáma · a2 bílý pěšec · b2 černý dáma · c2 bílý pěšec · a1 bílý věž · f1 bílý král · g1 bílý věž | a8 černý věž · b8 černý jezdec · c8 černý střelec · e8 černý král · g8 černý jezdec · h8 černý věž · a7 černý pěšec · d7 černý pěšec · f7 černý pěšec · g7 černý pěšec · h7 černý pěšec · b5 černý pěšec · c5 černý střelec · d5 bílý jezdec · f5 bílý jezdec · h5 bílý pěšec · e4 bílý pěšec · f4 bílý střelec · g4 bílý pěšec · d3 bílý pěšec · f3 bílý dáma · a2 bílý pěšec · b2 černý dáma · c2 bílý pěšec · a1 bílý věž · f1 bílý král · g1 bílý věž | a8 černý věž · b8 černý jezdec · c8 černý střelec · e8 černý král · g8 černý jezdec · h8 černý věž · a7 černý pěšec · d7 černý pěšec · f7 černý pěšec · g7 černý pěšec · h7 černý pěšec · b5 černý pěšec · c5 černý střelec · d5 bílý jezdec · f5 bílý jezdec · h5 bílý pěšec · e4 bílý pěšec · f4 bílý střelec · g4 bílý pěšec · d3 bílý pěšec · f3 bílý dáma · a2 bílý pěšec · b2 černý dáma · c2 bílý pěšec · a1 bílý věž · f1 bílý král · g1 bílý věž | a8 černý věž · b8 černý jezdec · c8 černý střelec · e8 černý král · g8 černý jezdec · h8 černý věž · a7 černý pěšec · d7 černý pěšec · f7 černý pěšec · g7 černý pěšec · h7 černý pěšec · b5 černý pěšec · c5 černý střelec · d5 bílý jezdec · f5 bílý jezdec · h5 bílý pěšec · e4 bílý pěšec · f4 bílý střelec · g4 bílý pěšec · d3 bílý pěšec · f3 bílý dáma · a2 bílý pěšec · b2 černý dáma · c2 bílý pěšec · a1 bílý věž · f1 bílý král · g1 bílý věž | a8 černý věž · b8 černý jezdec · c8 černý střelec · e8 černý král · g8 černý jezdec · h8 černý věž · a7 černý pěšec · d7 černý pěšec · f7 černý pěšec · g7 černý pěšec · h7 černý pěšec · b5 černý pěšec · c5 černý střelec · d5 bílý jezdec · f5 bílý jezdec · h5 bílý pěšec · e4 bílý pěšec · f4 bílý střelec · g4 bílý pěšec · d3 bílý pěšec · f3 bílý dáma · a2 bílý pěšec · b2 černý dáma · c2 bílý pěšec · a1 bílý věž · f1 bílý král · g1 bílý věž | a8 černý věž · b8 černý jezdec · c8 černý střelec · e8 černý král · g8 černý jezdec · h8 černý věž · a7 černý pěšec · d7 černý pěšec · f7 černý pěšec · g7 černý pěšec · h7 černý pěšec · b5 černý pěšec · c5 černý střelec · d5 bílý jezdec · f5 bílý jezdec · h5 bílý pěšec · e4 bílý pěšec · f4 bílý střelec · g4 bílý pěšec · d3 bílý pěšec · f3 bílý dáma · a2 bílý pěšec · b2 černý dáma · c2 bílý pěšec · a1 bílý věž · f1 bílý král · g1 bílý věž | 3 |
| 2 | a8 černý věž · b8 černý jezdec · c8 černý střelec · e8 černý král · g8 černý jezdec · h8 černý věž · a7 černý pěšec · d7 černý pěšec · f7 černý pěšec · g7 černý pěšec · h7 černý pěšec · b5 černý pěšec · c5 černý střelec · d5 bílý jezdec · f5 bílý jezdec · h5 bílý pěšec · e4 bílý pěšec · f4 bílý střelec · g4 bílý pěšec · d3 bílý pěšec · f3 bílý dáma · a2 bílý pěšec · b2 černý dáma · c2 bílý pěšec · a1 bílý věž · f1 bílý král · g1 bílý věž | a8 černý věž · b8 černý jezdec · c8 černý střelec · e8 černý král · g8 černý jezdec · h8 černý věž · a7 černý pěšec · d7 černý pěšec · f7 černý pěšec · g7 černý pěšec · h7 černý pěšec · b5 černý pěšec · c5 černý střelec · d5 bílý jezdec · f5 bílý jezdec · h5 bílý pěšec · e4 bílý pěšec · f4 bílý střelec · g4 bílý pěšec · d3 bílý pěšec · f3 bílý dáma · a2 bílý pěšec · b2 černý dáma · c2 bílý pěšec · a1 bílý věž · f1 bílý král · g1 bílý věž | a8 černý věž · b8 černý jezdec · c8 černý střelec · e8 černý král · g8 černý jezdec · h8 černý věž · a7 černý pěšec · d7 černý pěšec · f7 černý pěšec · g7 černý pěšec · h7 černý pěšec · b5 černý pěšec · c5 černý střelec · d5 bílý jezdec · f5 bílý jezdec · h5 bílý pěšec · e4 bílý pěšec · f4 bílý střelec · g4 bílý pěšec · d3 bílý pěšec · f3 bílý dáma · a2 bílý pěšec · b2 černý dáma · c2 bílý pěšec · a1 bílý věž · f1 bílý král · g1 bílý věž | a8 černý věž · b8 černý jezdec · c8 černý střelec · e8 černý král · g8 černý jezdec · h8 černý věž · a7 černý pěšec · d7 černý pěšec · f7 černý pěšec · g7 černý pěšec · h7 černý pěšec · b5 černý pěšec · c5 černý střelec · d5 bílý jezdec · f5 bílý jezdec · h5 bílý pěšec · e4 bílý pěšec · f4 bílý střelec · g4 bílý pěšec · d3 bílý pěšec · f3 bílý dáma · a2 bílý pěšec · b2 černý dáma · c2 bílý pěšec · a1 bílý věž · f1 bílý král · g1 bílý věž | a8 černý věž · b8 černý jezdec · c8 černý střelec · e8 černý král · g8 černý jezdec · h8 černý věž · a7 černý pěšec · d7 černý pěšec · f7 černý pěšec · g7 černý pěšec · h7 černý pěšec · b5 černý pěšec · c5 černý střelec · d5 bílý jezdec · f5 bílý jezdec · h5 bílý pěšec · e4 bílý pěšec · f4 bílý střelec · g4 bílý pěšec · d3 bílý pěšec · f3 bílý dáma · a2 bílý pěšec · b2 černý dáma · c2 bílý pěšec · a1 bílý věž · f1 bílý král · g1 bílý věž | a8 černý věž · b8 černý jezdec · c8 černý střelec · e8 černý král · g8 černý jezdec · h8 černý věž · a7 černý pěšec · d7 černý pěšec · f7 černý pěšec · g7 černý pěšec · h7 černý pěšec · b5 černý pěšec · c5 černý střelec · d5 bílý jezdec · f5 bílý jezdec · h5 bílý pěšec · e4 bílý pěšec · f4 bílý střelec · g4 bílý pěšec · d3 bílý pěšec · f3 bílý dáma · a2 bílý pěšec · b2 černý dáma · c2 bílý pěšec · a1 bílý věž · f1 bílý král · g1 bílý věž | a8 černý věž · b8 černý jezdec · c8 černý střelec · e8 černý král · g8 černý jezdec · h8 černý věž · a7 černý pěšec · d7 černý pěšec · f7 černý pěšec · g7 černý pěšec · h7 černý pěšec · b5 černý pěšec · c5 černý střelec · d5 bílý jezdec · f5 bílý jezdec · h5 bílý pěšec · e4 bílý pěšec · f4 bílý střelec · g4 bílý pěšec · d3 bílý pěšec · f3 bílý dáma · a2 bílý pěšec · b2 černý dáma · c2 bílý pěšec · a1 bílý věž · f1 bílý král · g1 bílý věž | a8 černý věž · b8 černý jezdec · c8 černý střelec · e8 černý král · g8 černý jezdec · h8 černý věž · a7 černý pěšec · d7 černý pěšec · f7 černý pěšec · g7 černý pěšec · h7 černý pěšec · b5 černý pěšec · c5 černý střelec · d5 bílý jezdec · f5 bílý jezdec · h5 bílý pěšec · e4 bílý pěšec · f4 bílý střelec · g4 bílý pěšec · d3 bílý pěšec · f3 bílý dáma · a2 bílý pěšec · b2 černý dáma · c2 bílý pěšec · a1 bílý věž · f1 bílý král · g1 bílý věž | 2 |
| 1 | a8 černý věž · b8 černý jezdec · c8 černý střelec · e8 černý král · g8 černý jezdec · h8 černý věž · a7 černý pěšec · d7 černý pěšec · f7 černý pěšec · g7 černý pěšec · h7 černý pěšec · b5 černý pěšec · c5 černý střelec · d5 bílý jezdec · f5 bílý jezdec · h5 bílý pěšec · e4 bílý pěšec · f4 bílý střelec · g4 bílý pěšec · d3 bílý pěšec · f3 bílý dáma · a2 bílý pěšec · b2 černý dáma · c2 bílý pěšec · a1 bílý věž · f1 bílý král · g1 bílý věž | a8 černý věž · b8 černý jezdec · c8 černý střelec · e8 černý král · g8 černý jezdec · h8 černý věž · a7 černý pěšec · d7 černý pěšec · f7 černý pěšec · g7 černý pěšec · h7 černý pěšec · b5 černý pěšec · c5 černý střelec · d5 bílý jezdec · f5 bílý jezdec · h5 bílý pěšec · e4 bílý pěšec · f4 bílý střelec · g4 bílý pěšec · d3 bílý pěšec · f3 bílý dáma · a2 bílý pěšec · b2 černý dáma · c2 bílý pěšec · a1 bílý věž · f1 bílý král · g1 bílý věž | a8 černý věž · b8 černý jezdec · c8 černý střelec · e8 černý král · g8 černý jezdec · h8 černý věž · a7 černý pěšec · d7 černý pěšec · f7 černý pěšec · g7 černý pěšec · h7 černý pěšec · b5 černý pěšec · c5 černý střelec · d5 bílý jezdec · f5 bílý jezdec · h5 bílý pěšec · e4 bílý pěšec · f4 bílý střelec · g4 bílý pěšec · d3 bílý pěšec · f3 bílý dáma · a2 bílý pěšec · b2 černý dáma · c2 bílý pěšec · a1 bílý věž · f1 bílý král · g1 bílý věž | a8 černý věž · b8 černý jezdec · c8 černý střelec · e8 černý král · g8 černý jezdec · h8 černý věž · a7 černý pěšec · d7 černý pěšec · f7 černý pěšec · g7 černý pěšec · h7 černý pěšec · b5 černý pěšec · c5 černý střelec · d5 bílý jezdec · f5 bílý jezdec · h5 bílý pěšec · e4 bílý pěšec · f4 bílý střelec · g4 bílý pěšec · d3 bílý pěšec · f3 bílý dáma · a2 bílý pěšec · b2 černý dáma · c2 bílý pěšec · a1 bílý věž · f1 bílý král · g1 bílý věž | a8 černý věž · b8 černý jezdec · c8 černý střelec · e8 černý král · g8 černý jezdec · h8 černý věž · a7 černý pěšec · d7 černý pěšec · f7 černý pěšec · g7 černý pěšec · h7 černý pěšec · b5 černý pěšec · c5 černý střelec · d5 bílý jezdec · f5 bílý jezdec · h5 bílý pěšec · e4 bílý pěšec · f4 bílý střelec · g4 bílý pěšec · d3 bílý pěšec · f3 bílý dáma · a2 bílý pěšec · b2 černý dáma · c2 bílý pěšec · a1 bílý věž · f1 bílý král · g1 bílý věž | a8 černý věž · b8 černý jezdec · c8 černý střelec · e8 černý král · g8 černý jezdec · h8 černý věž · a7 černý pěšec · d7 černý pěšec · f7 černý pěšec · g7 černý pěšec · h7 černý pěšec · b5 černý pěšec · c5 černý střelec · d5 bílý jezdec · f5 bílý jezdec · h5 bílý pěšec · e4 bílý pěšec · f4 bílý střelec · g4 bílý pěšec · d3 bílý pěšec · f3 bílý dáma · a2 bílý pěšec · b2 černý dáma · c2 bílý pěšec · a1 bílý věž · f1 bílý král · g1 bílý věž | a8 černý věž · b8 černý jezdec · c8 černý střelec · e8 černý král · g8 černý jezdec · h8 černý věž · a7 černý pěšec · d7 černý pěšec · f7 černý pěšec · g7 černý pěšec · h7 černý pěšec · b5 černý pěšec · c5 černý střelec · d5 bílý jezdec · f5 bílý jezdec · h5 bílý pěšec · e4 bílý pěšec · f4 bílý střelec · g4 bílý pěšec · d3 bílý pěšec · f3 bílý dáma · a2 bílý pěšec · b2 černý dáma · c2 bílý pěšec · a1 bílý věž · f1 bílý král · g1 bílý věž | a8 černý věž · b8 černý jezdec · c8 černý střelec · e8 černý král · g8 černý jezdec · h8 černý věž · a7 černý pěšec · d7 černý pěšec · f7 černý pěšec · g7 černý pěšec · h7 černý pěšec · b5 černý pěšec · c5 černý střelec · d5 bílý jezdec · f5 bílý jezdec · h5 bílý pěšec · e4 bílý pěšec · f4 bílý střelec · g4 bílý pěšec · d3 bílý pěšec · f3 bílý dáma · a2 bílý pěšec · b2 černý dáma · c2 bílý pěšec · a1 bílý věž · f1 bílý král · g1 bílý věž | 1 |
|   | a | b | c | d | e | f | g | h |   |

17. … Dxb2
Černý získává pěšce a hrozí, že vezme věž na a1 a současně by dal bílému králi šach.
18. Sd6?
Bílý nabízí oběť obou svých věží. Objektivně vzato tento tah byl chybou a například komerční verze šachového počítače Junior doporučuje 18. Jc7+ následováno tahem Ve1 s rozhodující převahou. Garri Kasparov však namítl, že světový šach by ztratil jeden za svých „korunních klenotů“, kdyby hra pokračovala takovýmto nezáživným způsobem. Tah Sd6 je neobvyklý právě proto, že bílý je ochoten obětovat tolik materiálu.
18. … Sxg1?
Od tohoto tahu se odvíjí konečná porážka černého. Wilhelm Steinitz v roce 1879 navrhl, že lepším tahem by bylo 18. … Dxa1+; další tahy by pravděpodobně následovaly takto: 19. Ke2 Db2! 20. Kd2 Sxg1 21. e5! a výsledek by zůstal otevřený.
V publikaci The Mammoth Book of the World’s Greatest Chess Games jsou 18. tah černého až 20. tah černého uvedeny odlišně: Dxa1+ 19. Ke2 Sxg1 20. e5 Ja6 21. Jxg7+ Kd8 22. Df6+!! Jxf6 Se7# 1-0. Většina zdrojů jako například knihy Jamese Eadea a Chesslive Online Database uvádí tahy prezentované zde. Všimněte si, že se jedná o změnu sledu tahů, ovšem pozice na konci 20. tahu je stejná.
19. e5!!
Je obětována i další bílá věž. Co je však důležitější, tento tah zabrání černé dámě, aby si pokryla černého pěšce na g7 – ve skutečnosti se černá dáma nebude ani schopna vrátit, aby aspoň pomohla chránit krále. Je připraven potenciální nebezpečný útok 20. Jxg7+ Kd8 21. Sc7#.
|   | a | b | c | d | e | f | g | h |   |
| 8 | a8 černý věž · c8 černý střelec · d8 černý král · g8 černý jezdec · h8 černý věž · a7 černý pěšec · d7 černý pěšec · f7 černý pěšec · g7 bílý jezdec · h7 černý pěšec · a6 černý jezdec · d6 bílý střelec · f6 bílý dáma · b5 černý pěšec · d5 bílý jezdec · e5 bílý pěšec · h5 bílý pěšec · g4 bílý pěšec · d3 bílý pěšec · a2 bílý pěšec · c2 bílý pěšec · e2 bílý král · a1 černý dáma · g1 černý střelec | a8 černý věž · c8 černý střelec · d8 černý král · g8 černý jezdec · h8 černý věž · a7 černý pěšec · d7 černý pěšec · f7 černý pěšec · g7 bílý jezdec · h7 černý pěšec · a6 černý jezdec · d6 bílý střelec · f6 bílý dáma · b5 černý pěšec · d5 bílý jezdec · e5 bílý pěšec · h5 bílý pěšec · g4 bílý pěšec · d3 bílý pěšec · a2 bílý pěšec · c2 bílý pěšec · e2 bílý král · a1 černý dáma · g1 černý střelec | a8 černý věž · c8 černý střelec · d8 černý král · g8 černý jezdec · h8 černý věž · a7 černý pěšec · d7 černý pěšec · f7 černý pěšec · g7 bílý jezdec · h7 černý pěšec · a6 černý jezdec · d6 bílý střelec · f6 bílý dáma · b5 černý pěšec · d5 bílý jezdec · e5 bílý pěšec · h5 bílý pěšec · g4 bílý pěšec · d3 bílý pěšec · a2 bílý pěšec · c2 bílý pěšec · e2 bílý král · a1 černý dáma · g1 černý střelec | a8 černý věž · c8 černý střelec · d8 černý král · g8 černý jezdec · h8 černý věž · a7 černý pěšec · d7 černý pěšec · f7 černý pěšec · g7 bílý jezdec · h7 černý pěšec · a6 černý jezdec · d6 bílý střelec · f6 bílý dáma · b5 černý pěšec · d5 bílý jezdec · e5 bílý pěšec · h5 bílý pěšec · g4 bílý pěšec · d3 bílý pěšec · a2 bílý pěšec · c2 bílý pěšec · e2 bílý král · a1 černý dáma · g1 černý střelec | a8 černý věž · c8 černý střelec · d8 černý král · g8 černý jezdec · h8 černý věž · a7 černý pěšec · d7 černý pěšec · f7 černý pěšec · g7 bílý jezdec · h7 černý pěšec · a6 černý jezdec · d6 bílý střelec · f6 bílý dáma · b5 černý pěšec · d5 bílý jezdec · e5 bílý pěšec · h5 bílý pěšec · g4 bílý pěšec · d3 bílý pěšec · a2 bílý pěšec · c2 bílý pěšec · e2 bílý král · a1 černý dáma · g1 černý střelec | a8 černý věž · c8 černý střelec · d8 černý král · g8 černý jezdec · h8 černý věž · a7 černý pěšec · d7 černý pěšec · f7 černý pěšec · g7 bílý jezdec · h7 černý pěšec · a6 černý jezdec · d6 bílý střelec · f6 bílý dáma · b5 černý pěšec · d5 bílý jezdec · e5 bílý pěšec · h5 bílý pěšec · g4 bílý pěšec · d3 bílý pěšec · a2 bílý pěšec · c2 bílý pěšec · e2 bílý král · a1 černý dáma · g1 černý střelec | a8 černý věž · c8 černý střelec · d8 černý král · g8 černý jezdec · h8 černý věž · a7 černý pěšec · d7 černý pěšec · f7 černý pěšec · g7 bílý jezdec · h7 černý pěšec · a6 černý jezdec · d6 bílý střelec · f6 bílý dáma · b5 černý pěšec · d5 bílý jezdec · e5 bílý pěšec · h5 bílý pěšec · g4 bílý pěšec · d3 bílý pěšec · a2 bílý pěšec · c2 bílý pěšec · e2 bílý král · a1 černý dáma · g1 černý střelec | a8 černý věž · c8 černý střelec · d8 černý král · g8 černý jezdec · h8 černý věž · a7 černý pěšec · d7 černý pěšec · f7 černý pěšec · g7 bílý jezdec · h7 černý pěšec · a6 černý jezdec · d6 bílý střelec · f6 bílý dáma · b5 černý pěšec · d5 bílý jezdec · e5 bílý pěšec · h5 bílý pěšec · g4 bílý pěšec · d3 bílý pěšec · a2 bílý pěšec · c2 bílý pěšec · e2 bílý král · a1 černý dáma · g1 černý střelec | 8 |
| 7 | a8 černý věž · c8 černý střelec · d8 černý král · g8 černý jezdec · h8 černý věž · a7 černý pěšec · d7 černý pěšec · f7 černý pěšec · g7 bílý jezdec · h7 černý pěšec · a6 černý jezdec · d6 bílý střelec · f6 bílý dáma · b5 černý pěšec · d5 bílý jezdec · e5 bílý pěšec · h5 bílý pěšec · g4 bílý pěšec · d3 bílý pěšec · a2 bílý pěšec · c2 bílý pěšec · e2 bílý král · a1 černý dáma · g1 černý střelec | a8 černý věž · c8 černý střelec · d8 černý král · g8 černý jezdec · h8 černý věž · a7 černý pěšec · d7 černý pěšec · f7 černý pěšec · g7 bílý jezdec · h7 černý pěšec · a6 černý jezdec · d6 bílý střelec · f6 bílý dáma · b5 černý pěšec · d5 bílý jezdec · e5 bílý pěšec · h5 bílý pěšec · g4 bílý pěšec · d3 bílý pěšec · a2 bílý pěšec · c2 bílý pěšec · e2 bílý král · a1 černý dáma · g1 černý střelec | a8 černý věž · c8 černý střelec · d8 černý král · g8 černý jezdec · h8 černý věž · a7 černý pěšec · d7 černý pěšec · f7 černý pěšec · g7 bílý jezdec · h7 černý pěšec · a6 černý jezdec · d6 bílý střelec · f6 bílý dáma · b5 černý pěšec · d5 bílý jezdec · e5 bílý pěšec · h5 bílý pěšec · g4 bílý pěšec · d3 bílý pěšec · a2 bílý pěšec · c2 bílý pěšec · e2 bílý král · a1 černý dáma · g1 černý střelec | a8 černý věž · c8 černý střelec · d8 černý král · g8 černý jezdec · h8 černý věž · a7 černý pěšec · d7 černý pěšec · f7 černý pěšec · g7 bílý jezdec · h7 černý pěšec · a6 černý jezdec · d6 bílý střelec · f6 bílý dáma · b5 černý pěšec · d5 bílý jezdec · e5 bílý pěšec · h5 bílý pěšec · g4 bílý pěšec · d3 bílý pěšec · a2 bílý pěšec · c2 bílý pěšec · e2 bílý král · a1 černý dáma · g1 černý střelec | a8 černý věž · c8 černý střelec · d8 černý král · g8 černý jezdec · h8 černý věž · a7 černý pěšec · d7 černý pěšec · f7 černý pěšec · g7 bílý jezdec · h7 černý pěšec · a6 černý jezdec · d6 bílý střelec · f6 bílý dáma · b5 černý pěšec · d5 bílý jezdec · e5 bílý pěšec · h5 bílý pěšec · g4 bílý pěšec · d3 bílý pěšec · a2 bílý pěšec · c2 bílý pěšec · e2 bílý král · a1 černý dáma · g1 černý střelec | a8 černý věž · c8 černý střelec · d8 černý král · g8 černý jezdec · h8 černý věž · a7 černý pěšec · d7 černý pěšec · f7 černý pěšec · g7 bílý jezdec · h7 černý pěšec · a6 černý jezdec · d6 bílý střelec · f6 bílý dáma · b5 černý pěšec · d5 bílý jezdec · e5 bílý pěšec · h5 bílý pěšec · g4 bílý pěšec · d3 bílý pěšec · a2 bílý pěšec · c2 bílý pěšec · e2 bílý král · a1 černý dáma · g1 černý střelec | a8 černý věž · c8 černý střelec · d8 černý král · g8 černý jezdec · h8 černý věž · a7 černý pěšec · d7 černý pěšec · f7 černý pěšec · g7 bílý jezdec · h7 černý pěšec · a6 černý jezdec · d6 bílý střelec · f6 bílý dáma · b5 černý pěšec · d5 bílý jezdec · e5 bílý pěšec · h5 bílý pěšec · g4 bílý pěšec · d3 bílý pěšec · a2 bílý pěšec · c2 bílý pěšec · e2 bílý král · a1 černý dáma · g1 černý střelec | a8 černý věž · c8 černý střelec · d8 černý král · g8 černý jezdec · h8 černý věž · a7 černý pěšec · d7 černý pěšec · f7 černý pěšec · g7 bílý jezdec · h7 černý pěšec · a6 černý jezdec · d6 bílý střelec · f6 bílý dáma · b5 černý pěšec · d5 bílý jezdec · e5 bílý pěšec · h5 bílý pěšec · g4 bílý pěšec · d3 bílý pěšec · a2 bílý pěšec · c2 bílý pěšec · e2 bílý král · a1 černý dáma · g1 černý střelec | 7 |
| 6 | a8 černý věž · c8 černý střelec · d8 černý král · g8 černý jezdec · h8 černý věž · a7 černý pěšec · d7 černý pěšec · f7 černý pěšec · g7 bílý jezdec · h7 černý pěšec · a6 černý jezdec · d6 bílý střelec · f6 bílý dáma · b5 černý pěšec · d5 bílý jezdec · e5 bílý pěšec · h5 bílý pěšec · g4 bílý pěšec · d3 bílý pěšec · a2 bílý pěšec · c2 bílý pěšec · e2 bílý král · a1 černý dáma · g1 černý střelec | a8 černý věž · c8 černý střelec · d8 černý král · g8 černý jezdec · h8 černý věž · a7 černý pěšec · d7 černý pěšec · f7 černý pěšec · g7 bílý jezdec · h7 černý pěšec · a6 černý jezdec · d6 bílý střelec · f6 bílý dáma · b5 černý pěšec · d5 bílý jezdec · e5 bílý pěšec · h5 bílý pěšec · g4 bílý pěšec · d3 bílý pěšec · a2 bílý pěšec · c2 bílý pěšec · e2 bílý král · a1 černý dáma · g1 černý střelec | a8 černý věž · c8 černý střelec · d8 černý král · g8 černý jezdec · h8 černý věž · a7 černý pěšec · d7 černý pěšec · f7 černý pěšec · g7 bílý jezdec · h7 černý pěšec · a6 černý jezdec · d6 bílý střelec · f6 bílý dáma · b5 černý pěšec · d5 bílý jezdec · e5 bílý pěšec · h5 bílý pěšec · g4 bílý pěšec · d3 bílý pěšec · a2 bílý pěšec · c2 bílý pěšec · e2 bílý král · a1 černý dáma · g1 černý střelec | a8 černý věž · c8 černý střelec · d8 černý král · g8 černý jezdec · h8 černý věž · a7 černý pěšec · d7 černý pěšec · f7 černý pěšec · g7 bílý jezdec · h7 černý pěšec · a6 černý jezdec · d6 bílý střelec · f6 bílý dáma · b5 černý pěšec · d5 bílý jezdec · e5 bílý pěšec · h5 bílý pěšec · g4 bílý pěšec · d3 bílý pěšec · a2 bílý pěšec · c2 bílý pěšec · e2 bílý král · a1 černý dáma · g1 černý střelec | a8 černý věž · c8 černý střelec · d8 černý král · g8 černý jezdec · h8 černý věž · a7 černý pěšec · d7 černý pěšec · f7 černý pěšec · g7 bílý jezdec · h7 černý pěšec · a6 černý jezdec · d6 bílý střelec · f6 bílý dáma · b5 černý pěšec · d5 bílý jezdec · e5 bílý pěšec · h5 bílý pěšec · g4 bílý pěšec · d3 bílý pěšec · a2 bílý pěšec · c2 bílý pěšec · e2 bílý král · a1 černý dáma · g1 černý střelec | a8 černý věž · c8 černý střelec · d8 černý král · g8 černý jezdec · h8 černý věž · a7 černý pěšec · d7 černý pěšec · f7 černý pěšec · g7 bílý jezdec · h7 černý pěšec · a6 černý jezdec · d6 bílý střelec · f6 bílý dáma · b5 černý pěšec · d5 bílý jezdec · e5 bílý pěšec · h5 bílý pěšec · g4 bílý pěšec · d3 bílý pěšec · a2 bílý pěšec · c2 bílý pěšec · e2 bílý král · a1 černý dáma · g1 černý střelec | a8 černý věž · c8 černý střelec · d8 černý král · g8 černý jezdec · h8 černý věž · a7 černý pěšec · d7 černý pěšec · f7 černý pěšec · g7 bílý jezdec · h7 černý pěšec · a6 černý jezdec · d6 bílý střelec · f6 bílý dáma · b5 černý pěšec · d5 bílý jezdec · e5 bílý pěšec · h5 bílý pěšec · g4 bílý pěšec · d3 bílý pěšec · a2 bílý pěšec · c2 bílý pěšec · e2 bílý král · a1 černý dáma · g1 černý střelec | a8 černý věž · c8 černý střelec · d8 černý král · g8 černý jezdec · h8 černý věž · a7 černý pěšec · d7 černý pěšec · f7 černý pěšec · g7 bílý jezdec · h7 černý pěšec · a6 černý jezdec · d6 bílý střelec · f6 bílý dáma · b5 černý pěšec · d5 bílý jezdec · e5 bílý pěšec · h5 bílý pěšec · g4 bílý pěšec · d3 bílý pěšec · a2 bílý pěšec · c2 bílý pěšec · e2 bílý král · a1 černý dáma · g1 černý střelec | 6 |
| 5 | a8 černý věž · c8 černý střelec · d8 černý král · g8 černý jezdec · h8 černý věž · a7 černý pěšec · d7 černý pěšec · f7 černý pěšec · g7 bílý jezdec · h7 černý pěšec · a6 černý jezdec · d6 bílý střelec · f6 bílý dáma · b5 černý pěšec · d5 bílý jezdec · e5 bílý pěšec · h5 bílý pěšec · g4 bílý pěšec · d3 bílý pěšec · a2 bílý pěšec · c2 bílý pěšec · e2 bílý král · a1 černý dáma · g1 černý střelec | a8 černý věž · c8 černý střelec · d8 černý král · g8 černý jezdec · h8 černý věž · a7 černý pěšec · d7 černý pěšec · f7 černý pěšec · g7 bílý jezdec · h7 černý pěšec · a6 černý jezdec · d6 bílý střelec · f6 bílý dáma · b5 černý pěšec · d5 bílý jezdec · e5 bílý pěšec · h5 bílý pěšec · g4 bílý pěšec · d3 bílý pěšec · a2 bílý pěšec · c2 bílý pěšec · e2 bílý král · a1 černý dáma · g1 černý střelec | a8 černý věž · c8 černý střelec · d8 černý král · g8 černý jezdec · h8 černý věž · a7 černý pěšec · d7 černý pěšec · f7 černý pěšec · g7 bílý jezdec · h7 černý pěšec · a6 černý jezdec · d6 bílý střelec · f6 bílý dáma · b5 černý pěšec · d5 bílý jezdec · e5 bílý pěšec · h5 bílý pěšec · g4 bílý pěšec · d3 bílý pěšec · a2 bílý pěšec · c2 bílý pěšec · e2 bílý král · a1 černý dáma · g1 černý střelec | a8 černý věž · c8 černý střelec · d8 černý král · g8 černý jezdec · h8 černý věž · a7 černý pěšec · d7 černý pěšec · f7 černý pěšec · g7 bílý jezdec · h7 černý pěšec · a6 černý jezdec · d6 bílý střelec · f6 bílý dáma · b5 černý pěšec · d5 bílý jezdec · e5 bílý pěšec · h5 bílý pěšec · g4 bílý pěšec · d3 bílý pěšec · a2 bílý pěšec · c2 bílý pěšec · e2 bílý král · a1 černý dáma · g1 černý střelec | a8 černý věž · c8 černý střelec · d8 černý král · g8 černý jezdec · h8 černý věž · a7 černý pěšec · d7 černý pěšec · f7 černý pěšec · g7 bílý jezdec · h7 černý pěšec · a6 černý jezdec · d6 bílý střelec · f6 bílý dáma · b5 černý pěšec · d5 bílý jezdec · e5 bílý pěšec · h5 bílý pěšec · g4 bílý pěšec · d3 bílý pěšec · a2 bílý pěšec · c2 bílý pěšec · e2 bílý král · a1 černý dáma · g1 černý střelec | a8 černý věž · c8 černý střelec · d8 černý král · g8 černý jezdec · h8 černý věž · a7 černý pěšec · d7 černý pěšec · f7 černý pěšec · g7 bílý jezdec · h7 černý pěšec · a6 černý jezdec · d6 bílý střelec · f6 bílý dáma · b5 černý pěšec · d5 bílý jezdec · e5 bílý pěšec · h5 bílý pěšec · g4 bílý pěšec · d3 bílý pěšec · a2 bílý pěšec · c2 bílý pěšec · e2 bílý král · a1 černý dáma · g1 černý střelec | a8 černý věž · c8 černý střelec · d8 černý král · g8 černý jezdec · h8 černý věž · a7 černý pěšec · d7 černý pěšec · f7 černý pěšec · g7 bílý jezdec · h7 černý pěšec · a6 černý jezdec · d6 bílý střelec · f6 bílý dáma · b5 černý pěšec · d5 bílý jezdec · e5 bílý pěšec · h5 bílý pěšec · g4 bílý pěšec · d3 bílý pěšec · a2 bílý pěšec · c2 bílý pěšec · e2 bílý král · a1 černý dáma · g1 černý střelec | a8 černý věž · c8 černý střelec · d8 černý král · g8 černý jezdec · h8 černý věž · a7 černý pěšec · d7 černý pěšec · f7 černý pěšec · g7 bílý jezdec · h7 černý pěšec · a6 černý jezdec · d6 bílý střelec · f6 bílý dáma · b5 černý pěšec · d5 bílý jezdec · e5 bílý pěšec · h5 bílý pěšec · g4 bílý pěšec · d3 bílý pěšec · a2 bílý pěšec · c2 bílý pěšec · e2 bílý král · a1 černý dáma · g1 černý střelec | 5 |
| 4 | a8 černý věž · c8 černý střelec · d8 černý král · g8 černý jezdec · h8 černý věž · a7 černý pěšec · d7 černý pěšec · f7 černý pěšec · g7 bílý jezdec · h7 černý pěšec · a6 černý jezdec · d6 bílý střelec · f6 bílý dáma · b5 černý pěšec · d5 bílý jezdec · e5 bílý pěšec · h5 bílý pěšec · g4 bílý pěšec · d3 bílý pěšec · a2 bílý pěšec · c2 bílý pěšec · e2 bílý král · a1 černý dáma · g1 černý střelec | a8 černý věž · c8 černý střelec · d8 černý král · g8 černý jezdec · h8 černý věž · a7 černý pěšec · d7 černý pěšec · f7 černý pěšec · g7 bílý jezdec · h7 černý pěšec · a6 černý jezdec · d6 bílý střelec · f6 bílý dáma · b5 černý pěšec · d5 bílý jezdec · e5 bílý pěšec · h5 bílý pěšec · g4 bílý pěšec · d3 bílý pěšec · a2 bílý pěšec · c2 bílý pěšec · e2 bílý král · a1 černý dáma · g1 černý střelec | a8 černý věž · c8 černý střelec · d8 černý král · g8 černý jezdec · h8 černý věž · a7 černý pěšec · d7 černý pěšec · f7 černý pěšec · g7 bílý jezdec · h7 černý pěšec · a6 černý jezdec · d6 bílý střelec · f6 bílý dáma · b5 černý pěšec · d5 bílý jezdec · e5 bílý pěšec · h5 bílý pěšec · g4 bílý pěšec · d3 bílý pěšec · a2 bílý pěšec · c2 bílý pěšec · e2 bílý král · a1 černý dáma · g1 černý střelec | a8 černý věž · c8 černý střelec · d8 černý král · g8 černý jezdec · h8 černý věž · a7 černý pěšec · d7 černý pěšec · f7 černý pěšec · g7 bílý jezdec · h7 černý pěšec · a6 černý jezdec · d6 bílý střelec · f6 bílý dáma · b5 černý pěšec · d5 bílý jezdec · e5 bílý pěšec · h5 bílý pěšec · g4 bílý pěšec · d3 bílý pěšec · a2 bílý pěšec · c2 bílý pěšec · e2 bílý král · a1 černý dáma · g1 černý střelec | a8 černý věž · c8 černý střelec · d8 černý král · g8 černý jezdec · h8 černý věž · a7 černý pěšec · d7 černý pěšec · f7 černý pěšec · g7 bílý jezdec · h7 černý pěšec · a6 černý jezdec · d6 bílý střelec · f6 bílý dáma · b5 černý pěšec · d5 bílý jezdec · e5 bílý pěšec · h5 bílý pěšec · g4 bílý pěšec · d3 bílý pěšec · a2 bílý pěšec · c2 bílý pěšec · e2 bílý král · a1 černý dáma · g1 černý střelec | a8 černý věž · c8 černý střelec · d8 černý král · g8 černý jezdec · h8 černý věž · a7 černý pěšec · d7 černý pěšec · f7 černý pěšec · g7 bílý jezdec · h7 černý pěšec · a6 černý jezdec · d6 bílý střelec · f6 bílý dáma · b5 černý pěšec · d5 bílý jezdec · e5 bílý pěšec · h5 bílý pěšec · g4 bílý pěšec · d3 bílý pěšec · a2 bílý pěšec · c2 bílý pěšec · e2 bílý král · a1 černý dáma · g1 černý střelec | a8 černý věž · c8 černý střelec · d8 černý král · g8 černý jezdec · h8 černý věž · a7 černý pěšec · d7 černý pěšec · f7 černý pěšec · g7 bílý jezdec · h7 černý pěšec · a6 černý jezdec · d6 bílý střelec · f6 bílý dáma · b5 černý pěšec · d5 bílý jezdec · e5 bílý pěšec · h5 bílý pěšec · g4 bílý pěšec · d3 bílý pěšec · a2 bílý pěšec · c2 bílý pěšec · e2 bílý král · a1 černý dáma · g1 černý střelec | a8 černý věž · c8 černý střelec · d8 černý král · g8 černý jezdec · h8 černý věž · a7 černý pěšec · d7 černý pěšec · f7 černý pěšec · g7 bílý jezdec · h7 černý pěšec · a6 černý jezdec · d6 bílý střelec · f6 bílý dáma · b5 černý pěšec · d5 bílý jezdec · e5 bílý pěšec · h5 bílý pěšec · g4 bílý pěšec · d3 bílý pěšec · a2 bílý pěšec · c2 bílý pěšec · e2 bílý král · a1 černý dáma · g1 černý střelec | 4 |
| 3 | a8 černý věž · c8 černý střelec · d8 černý král · g8 černý jezdec · h8 černý věž · a7 černý pěšec · d7 černý pěšec · f7 černý pěšec · g7 bílý jezdec · h7 černý pěšec · a6 černý jezdec · d6 bílý střelec · f6 bílý dáma · b5 černý pěšec · d5 bílý jezdec · e5 bílý pěšec · h5 bílý pěšec · g4 bílý pěšec · d3 bílý pěšec · a2 bílý pěšec · c2 bílý pěšec · e2 bílý král · a1 černý dáma · g1 černý střelec | a8 černý věž · c8 černý střelec · d8 černý král · g8 černý jezdec · h8 černý věž · a7 černý pěšec · d7 černý pěšec · f7 černý pěšec · g7 bílý jezdec · h7 černý pěšec · a6 černý jezdec · d6 bílý střelec · f6 bílý dáma · b5 černý pěšec · d5 bílý jezdec · e5 bílý pěšec · h5 bílý pěšec · g4 bílý pěšec · d3 bílý pěšec · a2 bílý pěšec · c2 bílý pěšec · e2 bílý král · a1 černý dáma · g1 černý střelec | a8 černý věž · c8 černý střelec · d8 černý král · g8 černý jezdec · h8 černý věž · a7 černý pěšec · d7 černý pěšec · f7 černý pěšec · g7 bílý jezdec · h7 černý pěšec · a6 černý jezdec · d6 bílý střelec · f6 bílý dáma · b5 černý pěšec · d5 bílý jezdec · e5 bílý pěšec · h5 bílý pěšec · g4 bílý pěšec · d3 bílý pěšec · a2 bílý pěšec · c2 bílý pěšec · e2 bílý král · a1 černý dáma · g1 černý střelec | a8 černý věž · c8 černý střelec · d8 černý král · g8 černý jezdec · h8 černý věž · a7 černý pěšec · d7 černý pěšec · f7 černý pěšec · g7 bílý jezdec · h7 černý pěšec · a6 černý jezdec · d6 bílý střelec · f6 bílý dáma · b5 černý pěšec · d5 bílý jezdec · e5 bílý pěšec · h5 bílý pěšec · g4 bílý pěšec · d3 bílý pěšec · a2 bílý pěšec · c2 bílý pěšec · e2 bílý král · a1 černý dáma · g1 černý střelec | a8 černý věž · c8 černý střelec · d8 černý král · g8 černý jezdec · h8 černý věž · a7 černý pěšec · d7 černý pěšec · f7 černý pěšec · g7 bílý jezdec · h7 černý pěšec · a6 černý jezdec · d6 bílý střelec · f6 bílý dáma · b5 černý pěšec · d5 bílý jezdec · e5 bílý pěšec · h5 bílý pěšec · g4 bílý pěšec · d3 bílý pěšec · a2 bílý pěšec · c2 bílý pěšec · e2 bílý král · a1 černý dáma · g1 černý střelec | a8 černý věž · c8 černý střelec · d8 černý král · g8 černý jezdec · h8 černý věž · a7 černý pěšec · d7 černý pěšec · f7 černý pěšec · g7 bílý jezdec · h7 černý pěšec · a6 černý jezdec · d6 bílý střelec · f6 bílý dáma · b5 černý pěšec · d5 bílý jezdec · e5 bílý pěšec · h5 bílý pěšec · g4 bílý pěšec · d3 bílý pěšec · a2 bílý pěšec · c2 bílý pěšec · e2 bílý král · a1 černý dáma · g1 černý střelec | a8 černý věž · c8 černý střelec · d8 černý král · g8 černý jezdec · h8 černý věž · a7 černý pěšec · d7 černý pěšec · f7 černý pěšec · g7 bílý jezdec · h7 černý pěšec · a6 černý jezdec · d6 bílý střelec · f6 bílý dáma · b5 černý pěšec · d5 bílý jezdec · e5 bílý pěšec · h5 bílý pěšec · g4 bílý pěšec · d3 bílý pěšec · a2 bílý pěšec · c2 bílý pěšec · e2 bílý král · a1 černý dáma · g1 černý střelec | a8 černý věž · c8 černý střelec · d8 černý král · g8 černý jezdec · h8 černý věž · a7 černý pěšec · d7 černý pěšec · f7 černý pěšec · g7 bílý jezdec · h7 černý pěšec · a6 černý jezdec · d6 bílý střelec · f6 bílý dáma · b5 černý pěšec · d5 bílý jezdec · e5 bílý pěšec · h5 bílý pěšec · g4 bílý pěšec · d3 bílý pěšec · a2 bílý pěšec · c2 bílý pěšec · e2 bílý král · a1 černý dáma · g1 černý střelec | 3 |
| 2 | a8 černý věž · c8 černý střelec · d8 černý král · g8 černý jezdec · h8 černý věž · a7 černý pěšec · d7 černý pěšec · f7 černý pěšec · g7 bílý jezdec · h7 černý pěšec · a6 černý jezdec · d6 bílý střelec · f6 bílý dáma · b5 černý pěšec · d5 bílý jezdec · e5 bílý pěšec · h5 bílý pěšec · g4 bílý pěšec · d3 bílý pěšec · a2 bílý pěšec · c2 bílý pěšec · e2 bílý král · a1 černý dáma · g1 černý střelec | a8 černý věž · c8 černý střelec · d8 černý král · g8 černý jezdec · h8 černý věž · a7 černý pěšec · d7 černý pěšec · f7 černý pěšec · g7 bílý jezdec · h7 černý pěšec · a6 černý jezdec · d6 bílý střelec · f6 bílý dáma · b5 černý pěšec · d5 bílý jezdec · e5 bílý pěšec · h5 bílý pěšec · g4 bílý pěšec · d3 bílý pěšec · a2 bílý pěšec · c2 bílý pěšec · e2 bílý král · a1 černý dáma · g1 černý střelec | a8 černý věž · c8 černý střelec · d8 černý král · g8 černý jezdec · h8 černý věž · a7 černý pěšec · d7 černý pěšec · f7 černý pěšec · g7 bílý jezdec · h7 černý pěšec · a6 černý jezdec · d6 bílý střelec · f6 bílý dáma · b5 černý pěšec · d5 bílý jezdec · e5 bílý pěšec · h5 bílý pěšec · g4 bílý pěšec · d3 bílý pěšec · a2 bílý pěšec · c2 bílý pěšec · e2 bílý král · a1 černý dáma · g1 černý střelec | a8 černý věž · c8 černý střelec · d8 černý král · g8 černý jezdec · h8 černý věž · a7 černý pěšec · d7 černý pěšec · f7 černý pěšec · g7 bílý jezdec · h7 černý pěšec · a6 černý jezdec · d6 bílý střelec · f6 bílý dáma · b5 černý pěšec · d5 bílý jezdec · e5 bílý pěšec · h5 bílý pěšec · g4 bílý pěšec · d3 bílý pěšec · a2 bílý pěšec · c2 bílý pěšec · e2 bílý král · a1 černý dáma · g1 černý střelec | a8 černý věž · c8 černý střelec · d8 černý král · g8 černý jezdec · h8 černý věž · a7 černý pěšec · d7 černý pěšec · f7 černý pěšec · g7 bílý jezdec · h7 černý pěšec · a6 černý jezdec · d6 bílý střelec · f6 bílý dáma · b5 černý pěšec · d5 bílý jezdec · e5 bílý pěšec · h5 bílý pěšec · g4 bílý pěšec · d3 bílý pěšec · a2 bílý pěšec · c2 bílý pěšec · e2 bílý král · a1 černý dáma · g1 černý střelec | a8 černý věž · c8 černý střelec · d8 černý král · g8 černý jezdec · h8 černý věž · a7 černý pěšec · d7 černý pěšec · f7 černý pěšec · g7 bílý jezdec · h7 černý pěšec · a6 černý jezdec · d6 bílý střelec · f6 bílý dáma · b5 černý pěšec · d5 bílý jezdec · e5 bílý pěšec · h5 bílý pěšec · g4 bílý pěšec · d3 bílý pěšec · a2 bílý pěšec · c2 bílý pěšec · e2 bílý král · a1 černý dáma · g1 černý střelec | a8 černý věž · c8 černý střelec · d8 černý král · g8 černý jezdec · h8 černý věž · a7 černý pěšec · d7 černý pěšec · f7 černý pěšec · g7 bílý jezdec · h7 černý pěšec · a6 černý jezdec · d6 bílý střelec · f6 bílý dáma · b5 černý pěšec · d5 bílý jezdec · e5 bílý pěšec · h5 bílý pěšec · g4 bílý pěšec · d3 bílý pěšec · a2 bílý pěšec · c2 bílý pěšec · e2 bílý král · a1 černý dáma · g1 černý střelec | a8 černý věž · c8 černý střelec · d8 černý král · g8 černý jezdec · h8 černý věž · a7 černý pěšec · d7 černý pěšec · f7 černý pěšec · g7 bílý jezdec · h7 černý pěšec · a6 černý jezdec · d6 bílý střelec · f6 bílý dáma · b5 černý pěšec · d5 bílý jezdec · e5 bílý pěšec · h5 bílý pěšec · g4 bílý pěšec · d3 bílý pěšec · a2 bílý pěšec · c2 bílý pěšec · e2 bílý král · a1 černý dáma · g1 černý střelec | 2 |
| 1 | a8 černý věž · c8 černý střelec · d8 černý král · g8 černý jezdec · h8 černý věž · a7 černý pěšec · d7 černý pěšec · f7 černý pěšec · g7 bílý jezdec · h7 černý pěšec · a6 černý jezdec · d6 bílý střelec · f6 bílý dáma · b5 černý pěšec · d5 bílý jezdec · e5 bílý pěšec · h5 bílý pěšec · g4 bílý pěšec · d3 bílý pěšec · a2 bílý pěšec · c2 bílý pěšec · e2 bílý král · a1 černý dáma · g1 černý střelec | a8 černý věž · c8 černý střelec · d8 černý král · g8 černý jezdec · h8 černý věž · a7 černý pěšec · d7 černý pěšec · f7 černý pěšec · g7 bílý jezdec · h7 černý pěšec · a6 černý jezdec · d6 bílý střelec · f6 bílý dáma · b5 černý pěšec · d5 bílý jezdec · e5 bílý pěšec · h5 bílý pěšec · g4 bílý pěšec · d3 bílý pěšec · a2 bílý pěšec · c2 bílý pěšec · e2 bílý král · a1 černý dáma · g1 černý střelec | a8 černý věž · c8 černý střelec · d8 černý král · g8 černý jezdec · h8 černý věž · a7 černý pěšec · d7 černý pěšec · f7 černý pěšec · g7 bílý jezdec · h7 černý pěšec · a6 černý jezdec · d6 bílý střelec · f6 bílý dáma · b5 černý pěšec · d5 bílý jezdec · e5 bílý pěšec · h5 bílý pěšec · g4 bílý pěšec · d3 bílý pěšec · a2 bílý pěšec · c2 bílý pěšec · e2 bílý král · a1 černý dáma · g1 černý střelec | a8 černý věž · c8 černý střelec · d8 černý král · g8 černý jezdec · h8 černý věž · a7 černý pěšec · d7 černý pěšec · f7 černý pěšec · g7 bílý jezdec · h7 černý pěšec · a6 černý jezdec · d6 bílý střelec · f6 bílý dáma · b5 černý pěšec · d5 bílý jezdec · e5 bílý pěšec · h5 bílý pěšec · g4 bílý pěšec · d3 bílý pěšec · a2 bílý pěšec · c2 bílý pěšec · e2 bílý král · a1 černý dáma · g1 černý střelec | a8 černý věž · c8 černý střelec · d8 černý král · g8 černý jezdec · h8 černý věž · a7 černý pěšec · d7 černý pěšec · f7 černý pěšec · g7 bílý jezdec · h7 černý pěšec · a6 černý jezdec · d6 bílý střelec · f6 bílý dáma · b5 černý pěšec · d5 bílý jezdec · e5 bílý pěšec · h5 bílý pěšec · g4 bílý pěšec · d3 bílý pěšec · a2 bílý pěšec · c2 bílý pěšec · e2 bílý král · a1 černý dáma · g1 černý střelec | a8 černý věž · c8 černý střelec · d8 černý král · g8 černý jezdec · h8 černý věž · a7 černý pěšec · d7 černý pěšec · f7 černý pěšec · g7 bílý jezdec · h7 černý pěšec · a6 černý jezdec · d6 bílý střelec · f6 bílý dáma · b5 černý pěšec · d5 bílý jezdec · e5 bílý pěšec · h5 bílý pěšec · g4 bílý pěšec · d3 bílý pěšec · a2 bílý pěšec · c2 bílý pěšec · e2 bílý král · a1 černý dáma · g1 černý střelec | a8 černý věž · c8 černý střelec · d8 černý král · g8 černý jezdec · h8 černý věž · a7 černý pěšec · d7 černý pěšec · f7 černý pěšec · g7 bílý jezdec · h7 černý pěšec · a6 černý jezdec · d6 bílý střelec · f6 bílý dáma · b5 černý pěšec · d5 bílý jezdec · e5 bílý pěšec · h5 bílý pěšec · g4 bílý pěšec · d3 bílý pěšec · a2 bílý pěšec · c2 bílý pěšec · e2 bílý král · a1 černý dáma · g1 černý střelec | a8 černý věž · c8 černý střelec · d8 černý král · g8 černý jezdec · h8 černý věž · a7 černý pěšec · d7 černý pěšec · f7 černý pěšec · g7 bílý jezdec · h7 černý pěšec · a6 černý jezdec · d6 bílý střelec · f6 bílý dáma · b5 černý pěšec · d5 bílý jezdec · e5 bílý pěšec · h5 bílý pěšec · g4 bílý pěšec · d3 bílý pěšec · a2 bílý pěšec · c2 bílý pěšec · e2 bílý král · a1 černý dáma · g1 černý střelec | 1 |
|   | a | b | c | d | e | f | g | h |   |

19. … Dxa1+ 20. Ke2
V tomto bodě se černého útok vyčerpal; černý má dámu a střelce na poslední řadě, ale nemůže účinně zahájit okamžitý útok proti bílému, zatímco bílý se může vrhnout vpřed. Podle Billa Walla, Kieseritzky v tomto okamžiku vzdal. Dle Hübnera se v článku Friedricha Amelunga v časopise Baltische Schachblaetter, 1893, uvádí, že Kieseritzky pravděpodobně hrál 20. … Ja6, ale Anderssen potom oznámil tahy vedoucí k matu. V každém případě se předpokládá, že několik posledních tahů se už ve skutečnosti na šachovnici neodehrálo.
20. … Ja6?
Tento tah má pravděpodobně pokrýt možnost 21. Jc7+, ale bílý má k dispozici jiný útok. 20. … Sa6 by bylo lepším pokusem, Čigorin ale dokázal, že i zde by již byl černý ztracen.
21. Jxg7+ Kd8 22. Df6+!
Ke všem předchozím obětem střelce a obou věží přibyla oběť dámy. Černý ji nemůže nevzít.
22. … Jxf6 23. Se7# 1-0
Nakonec, co se týká materiálu, černý znatelně vede: získal dámu a dvě věže a disponuje oběma svými střelci, přičemž má pouze o jednoho pěšce méně než bílý. Materiál mu však nepomohl. Bílý byl schopen použít zbývající figury – dva jezdce a střelce – a dosáhl matu.

## Další nezapomenutelné partie
- McDonnell–Laboudonnais (Londýn 1834)
- Anderssen–Dufresne (Berlín 1852, nevadnoucí partie)
- Steinitz–Bardeleben (Hastings 1855)
- Morphy–vévoda z Brunšviku a hrabě Isouard (Paříž 1858, tzv. Operní partie)
- Em. Lasker–Bauer (Amsterodam 1889)
- Ed. Lasker–Thomas (Londýn 1912)
- Adams–Torre (New Orleans 1920)
- Friedrich Sämisch–Aaron Nimcovič (Kodaň 1923)
- Byrne–Fischer (New York 1956, tzv. Partie století)
- Karpov–Kasparov (Linares 1993)
- Fischer–Spasskij (28. partie zápasu o titul MS)